# 自転車

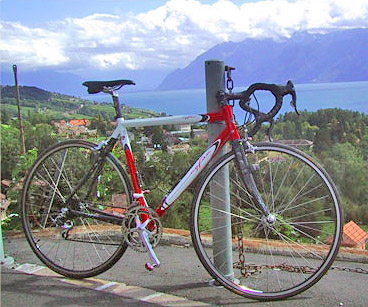
ロードバイク

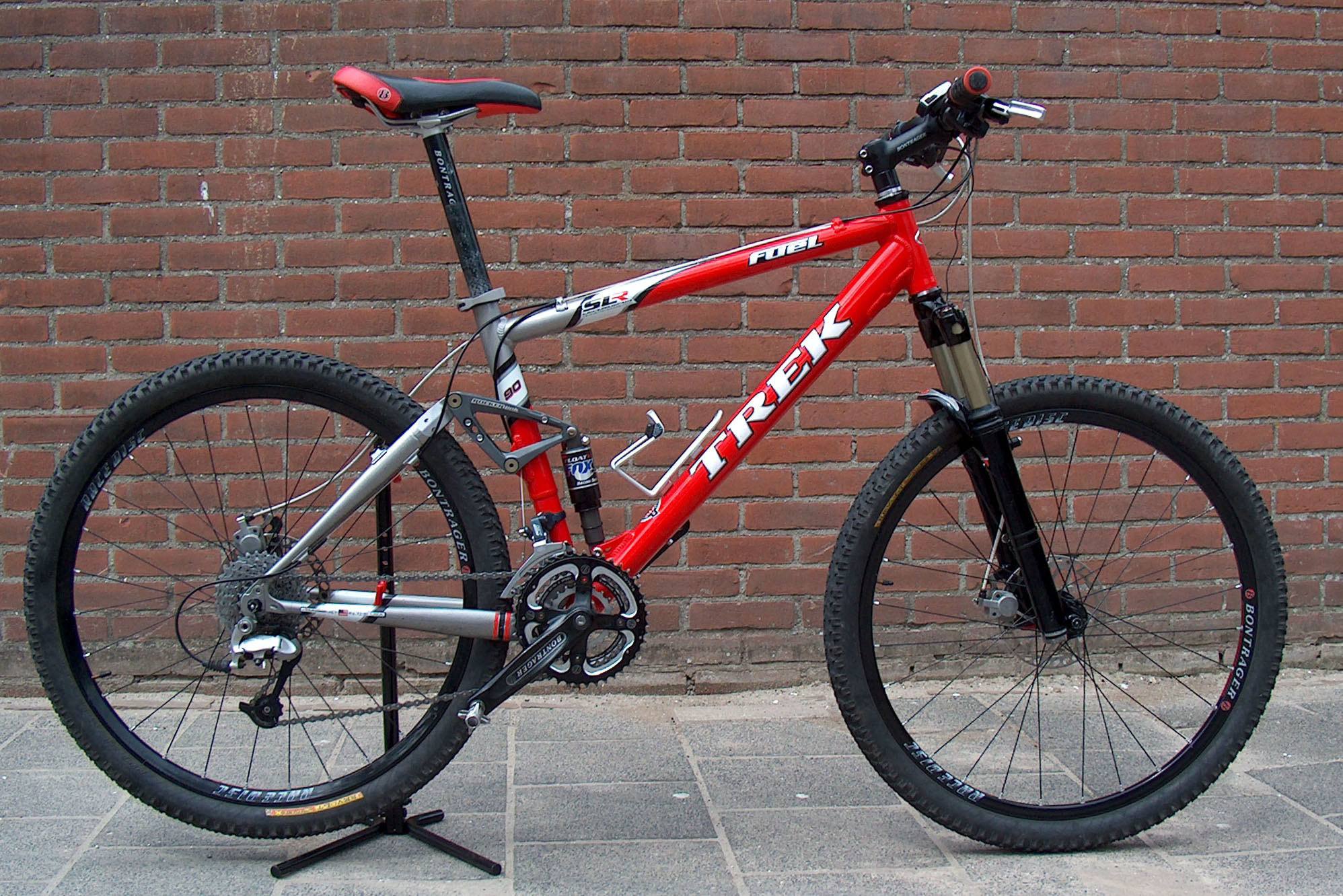
マウンテンバイク

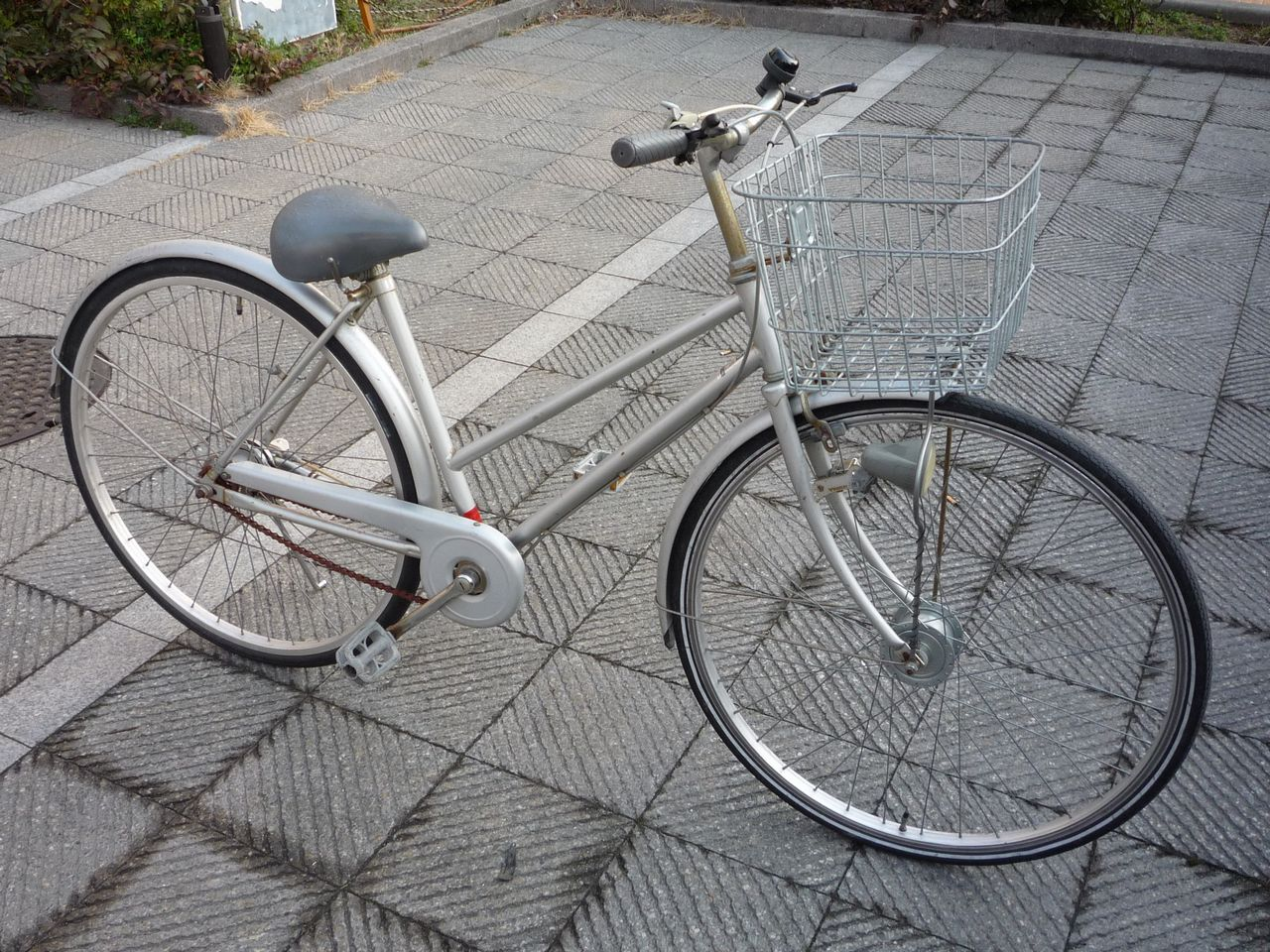
日本のシティサイクル

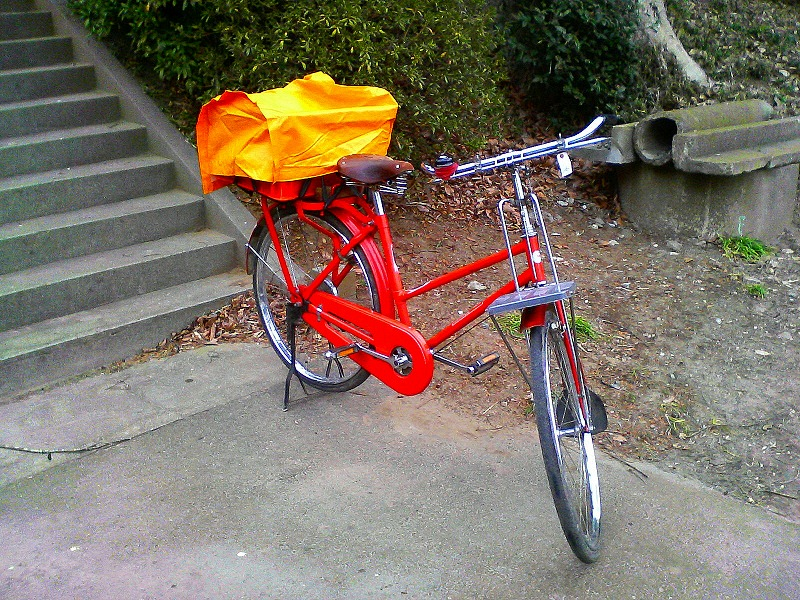
かつて日本で主流であった実用車

自転車（じてんしゃ、英: bicycle、bike）は、一般には、ふたつの車輪を前後に一直線に並べた構造をもち、乗り手の力によって駆動し、かつ乗り手の操縦（運転）によって地上を走行する二輪車のこと。広義には、「三輪車」や四輪車など二輪車でないもの、水上自転車や氷上自転車など地上以外を走行するものも含む。

## 定義
冒頭で挙げた定義文以外に、自転車の定義には、たとえば次のようなものがある。
- 乗員の運転操作により人力で駆動され走行する車両（日本産業規格[2]に基づいた定義[3]）。
- 前輪と後輪の車輪を有し、ペダル上の乗員の力で推進（駆動）される車両[3]。

英語の 「bicycle」や「bike」 は車輪の数に着目した命名法であり、「二輪」を意味する。英語では3輪のものはtricycle（トライシクル）と呼ぶ。日本語の「自転車」には車輪の数に関する言葉が含まれておらず、三輪や四輪も含む。

## 自転車の歴史

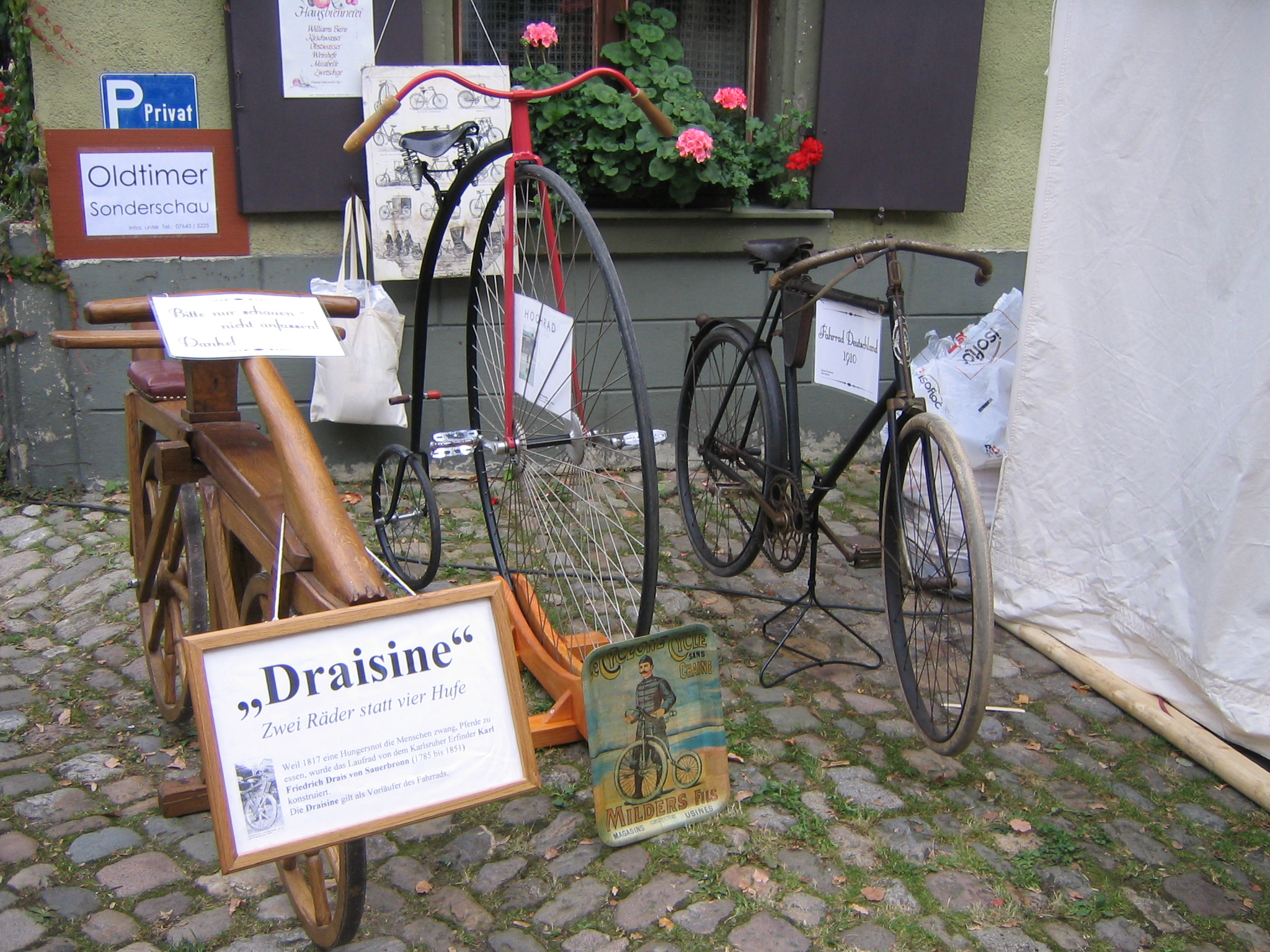
歴史を彩った自転車達

自転車の歴史、特に黎明期の記録については現在もヨーロッパ各国を中心に資料の発掘と検証が続けられており、長らく定説とされてきたものを覆す研究も提示されている。自転車の起源に当たる乗り物、またその着想についてはこれまでも様々な説が浮上してきた。（レオナルド・ダ・ヴィンチの自転車スケッチ説など）日本においては陸船車も参照のこと。

### 自転車の起源

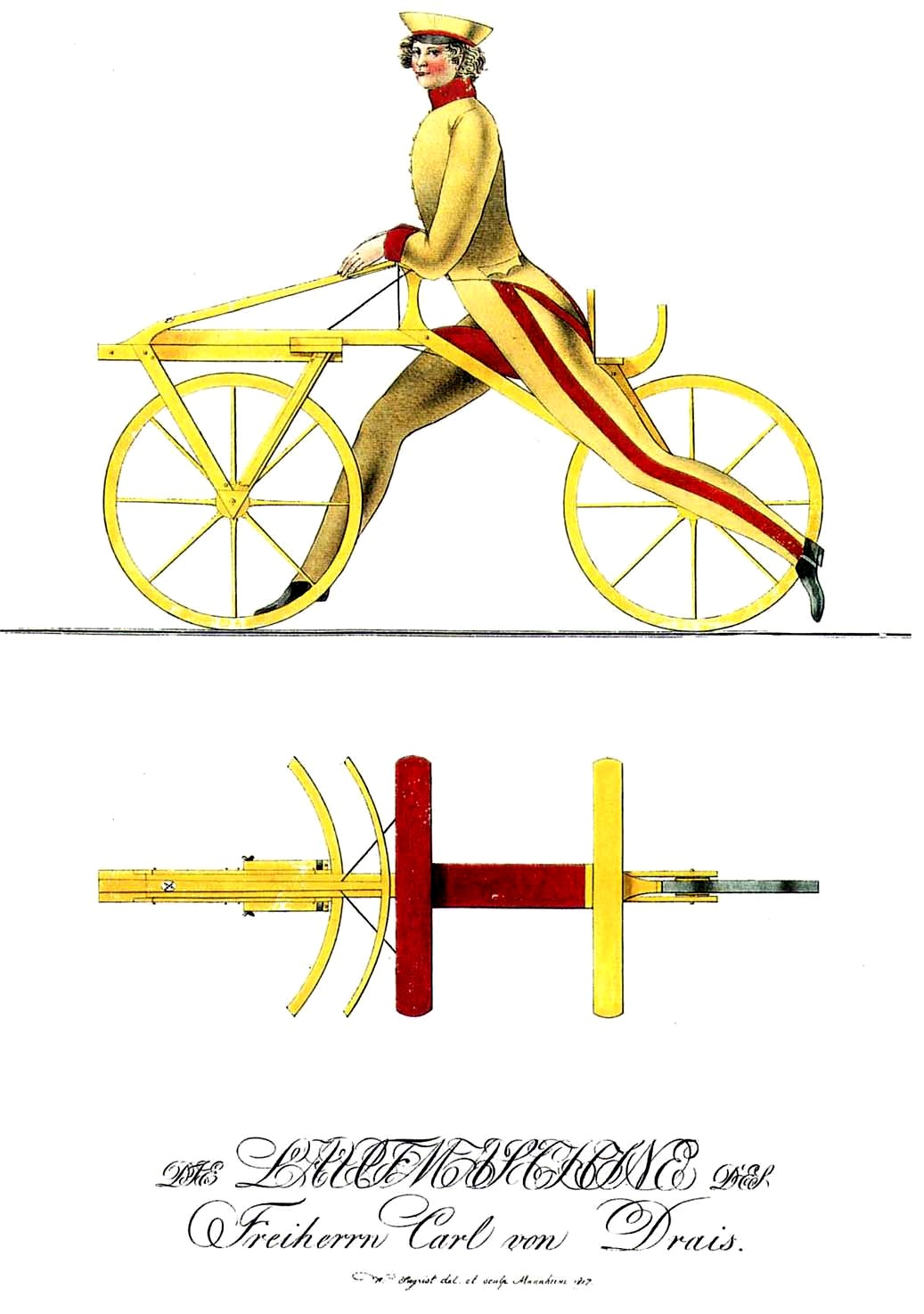
1817年の発行物に記載されたドライジーネ

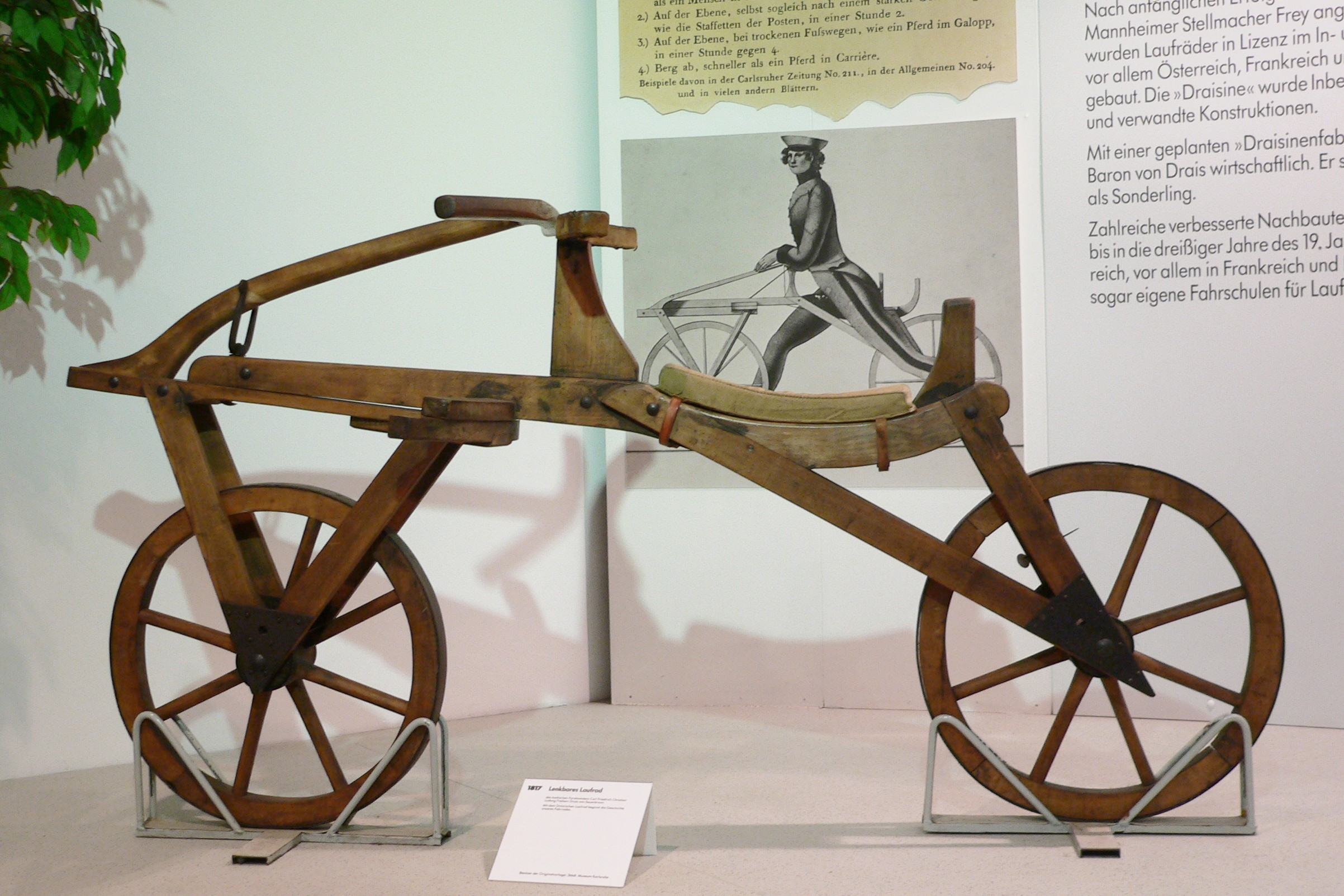
ドイツ・ツヴァイラートとNSU博物館のドライジーネ

1817年、ドイツ人のカール・フォン・ドライス男爵が発明したドライジーネ（Draisine）が二輪自転車の起源とされている。これは木製の乗り物で、前輪の向きを変えることができるハンドルと、前後同じ直径の二つの車輪を備えていた。クランクやペダル、チェーンといった駆動装置はなく、跨った乗員がキックボードのように足で直接地面を蹴って走るものであったが、当時の書物には、37kmを2時間30分で走ることができたという記録が示されている。これは時速15km/hに相当するかなりのスピードであった。

#### ドライジーネの誕生
1815年、インドネシアのタンボラ山が大噴火した影響で翌年まで世界的な異常低温気候が続き、作物が十分に育たずに馬の大量死が起きた。ドライス男爵は馬の代わりを探して、車輪付きの乗り物「馬のいらない四輪馬車」を考案。ドイツ・バーデンにおいて、その特許を申請した。しかし、これは画期的なものとは考えられず却下されてしまった。1817年、ドライスは試行錯誤の末、二本足で地面を蹴って走る「ドライジーネ」を発明した。1817年6月12日、ドライジーネを一般に公開。マンハイムからシュヴェツィンゲンまで約15 kmの区間をわずか1時間で往復。そのスピードは駅馬車よりも速く、人々に大きな衝撃を与えた。更に1カ月後の1817年7月、ドライスはドライジーネにまたがり、駅馬車とレースを行った。駅馬車の4分の1の所要時間となる4時間で約50 kmを走破。当時の書物には、駅馬車に完勝した記録が残っており、これが二輪車が初めて歴史に登場した記録であり、史上初の二輪車レースの記録とされている。1817年、バーデンとパリの登記所にて「ドライジーネ」の特許は受理され、1818年1月22日、ドライス男爵はバーデンにて10年にわたる商業権を認められた。

#### ドライジーネが他の二輪車起源説と違う点
特許申請証が現存している
1817年末、バーデンとパリの登記所にて「ドライジーネ」の特許を申請。1818年1月22日、ドライス男爵はドイツ・バーデンにて10年にわたる商業権を認められた。また、1818年2月17日にフランス・パリでも特許を取得しており、この時の記録は現在も残っている。加えて、1817年7月に駅馬車とレースを行った記録も複数の書物で確認できることから、極めて信憑性が高い。
後の自転車の発展に影響を与え、歴史が連続している
ドライス男爵は特許申請の翌年、1818年にドイツ国内だけでなく、パリにも出向き、公園にて「ドライジーネ」の試乗会を開催した。試乗会は3000人もの大観衆を集め、新聞、戯画など人々の間で大きな話題となり、更にはドライス男爵の風刺劇まで公演される大成功を収めた。話題はドーバー海峡をこえ英国人のジョンソンの耳に届くと、彼が鉄製フレームを使って模造することで、自転車はさらなる進化を遂げていくことになる。

#### 他国による起源の主張
ドライジーネの登場と同時代にフランスやロシアで同様の二輪車が発明されていたという起源の主張があり、日本でも1970年頃まではフランスの「セレリフェール」という二輪車が自転車の始祖であるという説が有力であった。しかし、それらは後の研究で反証され、存在の立証ができずに自転車の正史としては認められることはなかった。特にイタリアで主張されたレオナルド・ダ・ヴィンチの自転車のスケッチは大きな物議をかもすことになった。1500年代にレオナルド・ダ・ヴィンチが自転車のスケッチをしたという原稿が見つかった。しかし、これは1960年代にダ・ビンチの手書き原稿を修復したイタリア人のある修道士が、もともと描かれていた二つの円を自転車の車輪に見立て、ペダルやチェーンなどを加筆することで、自転車に仕立てたものだとされている。このスケッチが描かれた紙は、16世紀に保存上の必要から二つ折りに糊付けされていたが、修道士が加筆する直前、歴史学者のペドレッチが強い照明を使い透かした当初、描かれていたのは二つの円だけだった。

### ペダル式自転車の誕生
1732年に彦根藩藩士の平石久平次時光がペダル式の三輪車である新製陸舟車を発明する。
1839年に、イギリスのマックミランによってヨーロッパ初のペダル式の自転車が考案された。

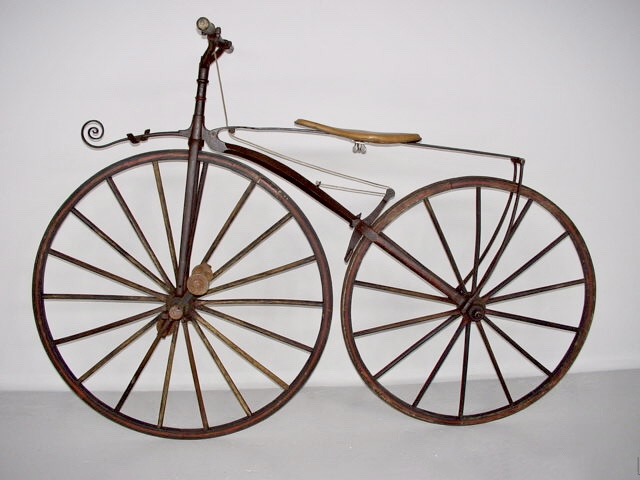
ミショー型ベロシペード

1861年にフランスでミショー型が発売された。これは現在の小児用の三輪車と同じようにペダルを前輪に直接取り付けたものであった。ピエール・ミショーがオリビエ兄弟（en）より出資を受けて製造販売を始めたもので、これは初めて工業製品として量産された自転車でもある。なお、ミショー型については、ミショーの元で雇用されていたピエール・ラルマンが「自分こそがペダル付き二輪車の発明者であり、ミショーにそのアイデアを盗用された」と主張し、1866年にアメリカにて特許を取得している。

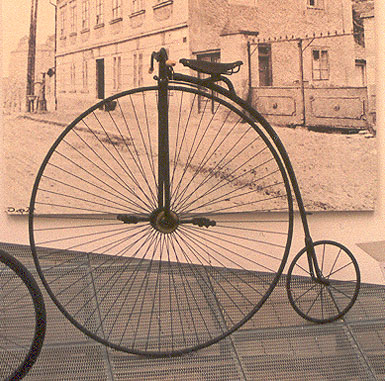
典型的なペニー・ファージング（オーディナリー）型自転車

1870年頃、英国のジェームズ・スターレーが、スピードを追求するために前輪を巨大化させたペニー・ファージング型自転車を発売し好評を博したため、多くのメーカーが追随。前輪は拡大を続け、直径が1.5メートルを超えるものも出現した。当時盛んに行われたレースなどスポーツ用に特化したもので、長距離のクロスカントリーライドまで行われた。しかし極端に重心位置が高いため安定性が悪く、乗車中は乗員の足がまったく地面に届かないことなどにより日常用としては運用が困難であり、転倒すれば高所より頭から落ちるような危険な乗り物であった。日本ではだるま車などと呼ばれた。
1879年に英国人ヘンリー・ジョン・ローソン（英語: Harry John Lawson） により後輪をチェーンで駆動し、座席（サドル）の高さが低いため重心が低く、乗員の足が容易に地面に届く物が製作され、ビシクレット（Bicyclette…二つの小輪）と名付けられた。これが英語の Bicycle の元となった。

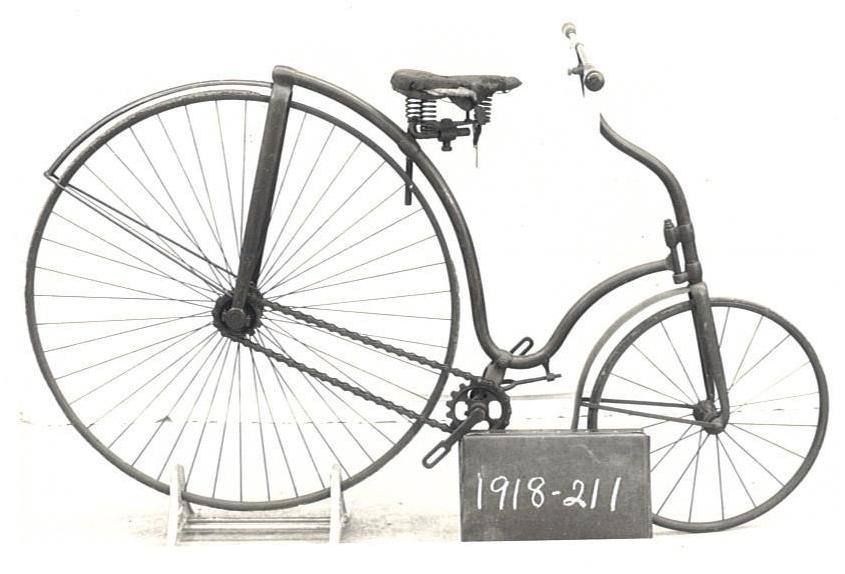
マキャモンによる初期の安全型

1884年スターレー・アンド・サットン（Starley & Sutton）、ハンバー、マキャモン（McCammon）（en）、BSAなどがビシクレットに改良を加えた自転車を発売する。

### 安全型自転車の誕生

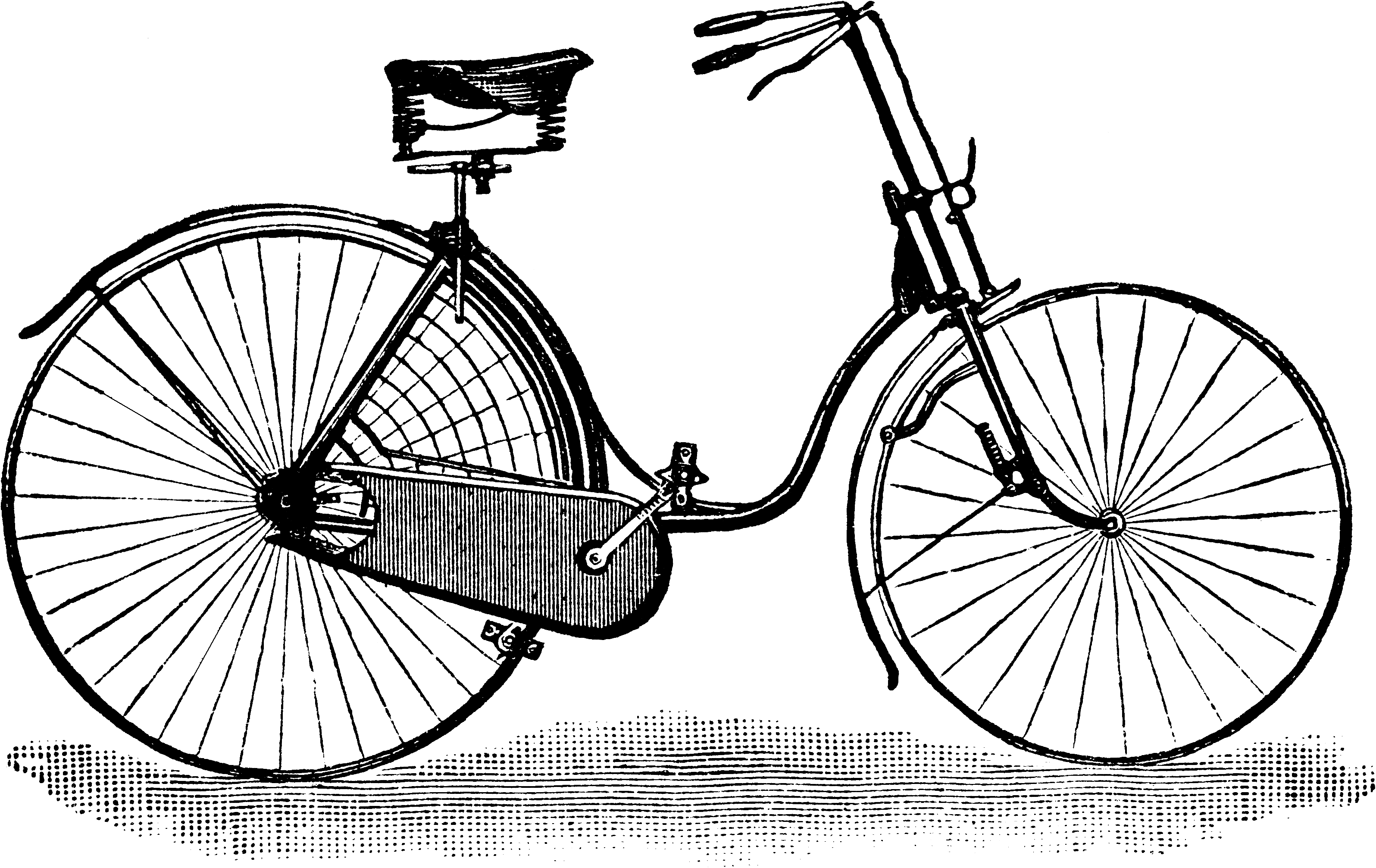
安全型自転車の一例

1885年にジェームズ・スターレーの甥ジョン・ケンプ・スターレーが「ローバー安全型自転車（Rover Safety Bicycle）」の販売を開始する。側面から見て菱形のシルエットを持つダイヤモンド型のフレームを持ち、前後輪が同じ大きさで、後輪チェーン駆動の現在の自転車に近い姿になった。この安全型自転車の登場により、それまでのスピードは出るが危険なペニー・ファージング自転車は徐々に衰退していき、またそれまでスポーツ用が主な用途だった自転車は日常の手軽な交通手段としての側面を強くしていった。
しかし、この時までの自転車は車輪が木製か空気なしのゴム製であり、乗り心地は非常に悪く「ボーン・シェーカー」（骨ゆすり）とも呼ばれるようなものであった。これが大幅に改善されるのは、1888年にジョン・ボイド・ダンロップが空気入りタイヤを実用化してからのことである。この発明はすぐに自転車に使用され、乗り心地と速度の大幅な向上をもたらした。その後フリーホイール機構が普及し、自転車の基本がほぼ完成された。

## 自転車の位置づけ

### 効用という観点での位置づけ
地上を移動する目的において、ヒトの筋力が最も効率良く発揮される手段が自転車である。自重を支えつつ歩いたり走ることに比べて筋力を効率的に進む目的に充てられ、より速く遠くに進むことができる。
自転車は、自動車に比べて安価に購入でき、燃料が不要なことから、道路整備が遅れ国民の所得水準が低い発展途上国では重要な移動手段である。また自動車などと比較して、移動距離当たりのエネルギーが少ない上、路上の専有面積が少なく、有害な排出ガスが発生しないので、ヨーロッパ諸国など都市化が十分に進んだ先進国でもここ数十年、再評価されるようになっている。

### 自転車の道路法規での位置づけ、交通事故と交通安全
日本の道路交通法では「軽車両」に分類される。
運転免許を取得する必要は無いが、自転車でも交通事故は起き、死傷者が発生することもあるため、自転車の運転者には安全運転を心掛けることが求められる。
主な自転車に関する道路交通法の規定を以下に記す。
道路交通法第54条第2項危険回避のため止むを得ない場合をのぞき、ベルを鳴らすことは禁止。
道路交通法第65条酒気帯び運転等の禁止。
道路交通法第71条運転する場合の電話での通話、画面の注視の禁止。（＝ながら運転の禁止）
道路交通法第52条夜間にライトやそれに準ずるものを点灯せずに走行する夜間無灯火走行の禁止。
道路交通法第19条軽車両の並走の禁止。（2台〈以上〉の自転車が横一列に並んで走ってはならない）
道路交通法第17条自転車は車道の左側を通行。
これらの違反について警察官による取り締まりも強化されるようになった。同時に、自転車利用の促進のため、道路での走行ルールの明確化、走行場所の法的な明確化・確保もされた。なおそれと連動して自転車専用レーン整備のための行政的な推進も図られる。
2024年11月1日に道路交通法が改正され、運転中の「ながらスマホ」と酒気帯び運転及び幇助について罰則規定が整備された。2025年6月17日に、施行日が2026年4月1日と決定した。
平成後期より、自転車の運転者「自転車保険」（事故時の損害賠償などに対応するもの）への加入を義務化する地方自治体も現れた。2015年10月に兵庫県で義務化が開始され、以降全国に広まる。
また、道路交通法で自転車は除外されているが、先を行く自転車は二輪車用の手信号を用いて、停止、曲がることを後続へ知らせるマナーがある。
- 右折するときは、肩腕を水平に伸ばす。
- 左折するときは、肩腕で肘から上に伸ばす。

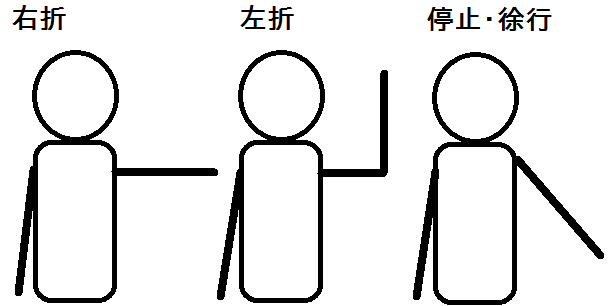
後方から見た手信号の模式図

- 徐行・停止時は、肩腕を左斜め下で、手のひらを後続者へ見えるようにする。

## 構造

- Frame フレーム
  - head tube ヘッドチューブ

  - top tube トップチューブ

  - down tube ダウンチューブ

  - seat tube シートチューブ

  - seat stay シートステイ

  - chain stay チェーンステイ
- Saddle area サドルエリア
  - saddle サドル

  - seatpost シートポスト

  - seatpost clamp シートクランプ
- Front set フロントセット
  - handle bar & grips ハンドルバーとハンドルグリップ

  - brake & shift lever ブレーキレバーとシフトレバー

  - stem ステム

  - front brakes フロントブレーキ

  - fork フォーク
- Wheel ホイール（車輪）
  - spokes スポーク

  - hub ハブ

  - rim リム

  - tire タイヤ

  - valve バルブ
- Drivetrain ドライブトレイン
  - pedal ペダル

  - crank arm クランクアーム

  - chainrings チェーンリング（チェーンホイール）

  - bottom bracket ボトムブラケット

  - chain チェーン

  - front derailleur フロントディレイラ

  - rear derailleur リアディレイラ

  - cogset　コグセット（カセット・スプロケット）
- rear brakes リアブレーキ

### フレーム
フレームは自転車を構成する各部品が組み付けられる車台である。自転車のフレームは伝統的にフロントフォークとセットで製造され、流通してきた歴史があり、公的な強度・耐久性試験もフレームとフロントフォークを組み付けた状態で行われる。この場合、フロントフォークを含めた構造物はフレームセットと呼ばれる。
一方、スポーツ用の自転車においてはフロントフォークを含まないフレーム単体で製造、販売されることも多い。
フロントフォークとフレームはステアリングコラムと呼ばれる軸構造によって回転可能に接続され、ヘッドパーツと呼ばれる転がり軸受け構造によって滑らかに操舵できるようになっている。

### 車輪
ホイールとタイヤによって構成される。ホイールのハブとリムとの間は金属製のワイヤースポークによって支え、ハブには滑らかに回転するために転がり軸受け構造を採用し、タイヤは中空で、円形の断面形状を持つものが一般的である。
2輪の自転車では前輪が操舵、後輪が駆動を受け持つ構成が多いが、ベロシペードおよびペニー・ファージングまでは駆動と操舵の両方を前輪で行っていた。リカンベントの一部には駆動と操舵の両方を前輪で受け持つ構成の車種があるほか、前輪で駆動し後輪で操舵するものもある。

### ハンドル

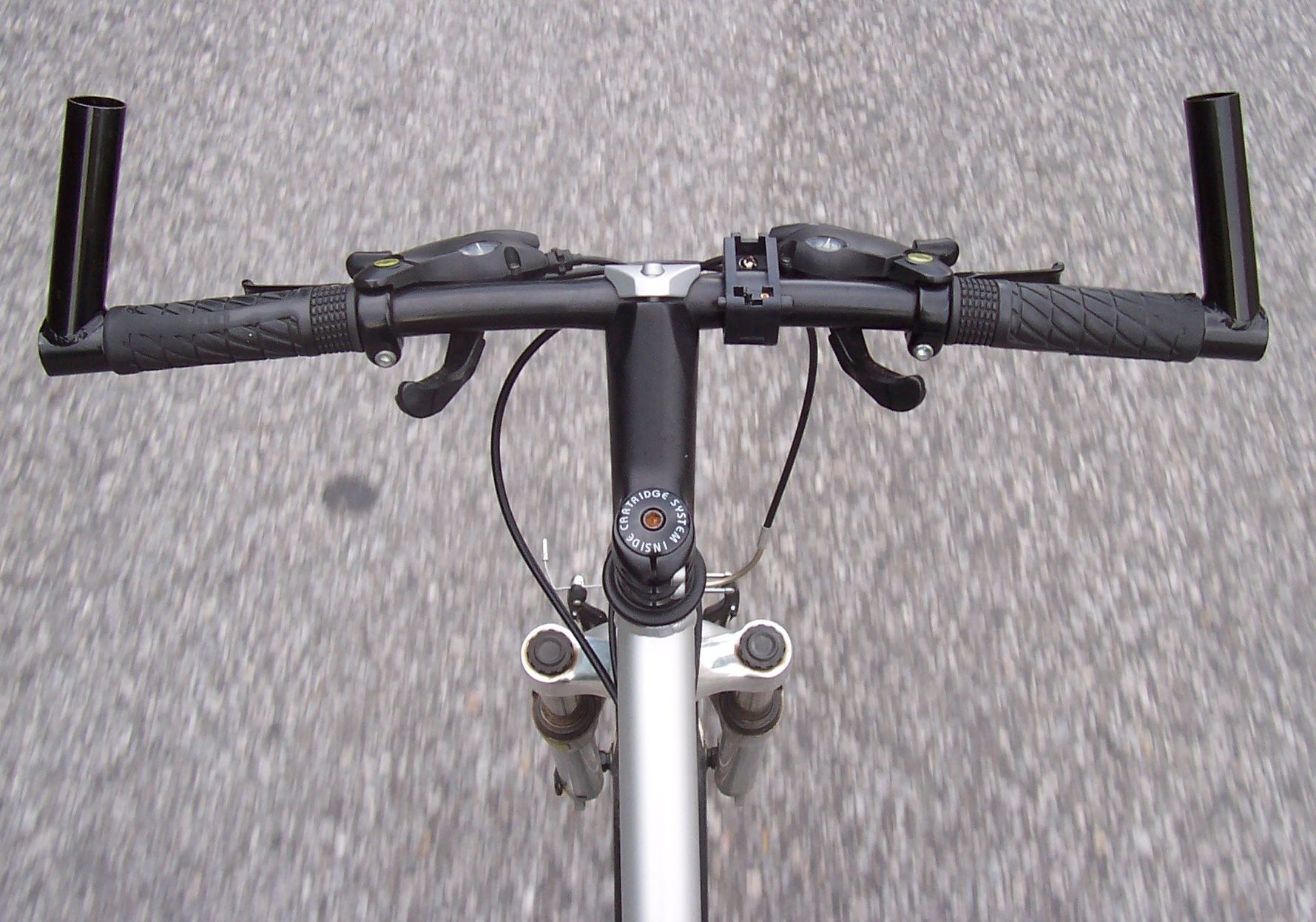
ストレートハンドル（バーエンドバー付き）

2輪の自転車では、操舵用のハンドルは棒状でフロントフォークの最上部に固定され、フロントフォークを直接回転させる構造のものが一般的である。操舵に必要な機能以外にも、強くこぐ際には運転者が上体を支えるよりどころとしての機能を持つため、用途によりさまざまな形態がある。3輪以上の自転車では、リンク機構によって操作を操舵輪に伝達する構造を持つものが多い。

### サドル
運転者が座る部分はまたがって座るサドル型が一般的で、前方が細く、後方が広くなっている形状のものがほとんどである。
運転者が体重をかける割合が少ない用途では、こぎやすさを重視して細長く、運転者の体重の多くをサドルに乗せる乗車姿勢の車種では幅が広く作られていて、スプリングを備えたものもある。リカンベントでは運転者の背中までの広い範囲を支える椅子型（シート）のものが多い。

### ペダル
手漕ぎ自転車（ハンドサイクル）及び特殊なもの（主に遊戯用）を除けば、運転者が動力を与えるのにはクランクの先端に回転可能に支持されたペダルで行われる。
単純な平板状のものは踏み込む力だけを動力とするが、革紐などによって足を固定するトウクリップや、クリートと呼ばれる金具を備えた靴を固定するビンディングペダルによって、踏み込む力だけでなく足を引き上げる力も動力として利用できるペダルもある。
クランクには運転者の体格や体力、車体各部の寸法などに応じて選択できるように、いくつかの異なる長さのバリエーションを持つ製品もある。

### ドライブトレイン

「ドライブトレイン」の抽出図（図は前後に変速を含む）

ドライブトレインは、クランク、軸受、チェーンホイール（後述）、チェーン（あるいはコグドベルトや少数ではあるがシャフト）、スプロケット（あるいはカセットスプロケット）、フリーホイールなどによって構成される。
運転者の足や腕によって回転されるクランクはボトムブラケット（BB）と呼ばれる軸受け構造で支持される。
クランクの回転はローラーチェーンとスプロケットの組合せにより駆動輪へと伝達されるものが一般的である。19世紀末の安全型自転車が登場するまでは前輪の軸がクランクと直結しているものが通常であった。また、初期の自転車用チェーンはブロックチェーン（block chain）と呼ばれるもので、現在用いられているローラーチェーンとは構造が異なっていた。
スプロケットのうちクランクと同軸にあるスプロケットは自転車においてはチェーンホイールと呼び、単に「スプロケット」と呼ぶ場合は駆動輪と同軸にある被駆動スプロケットを指す。駆動輪のスプロケット軸にはフリーホイールが内蔵されていて、クランキングを止めて惰性で走行することができる車種がほとんどである。フリーホイールは安全型自転車の後期になって普及した一方、トラック自転車競技や室内自転車競技に用いられる自転車には現代でもフリーホイールは組み込まれていない。
フリーホイールは自転車が後退したときにクランクが回るのでBMXのトリックなどで扱いにくい欠点がある。これを改善した「フリーコースターハブ」というものがある。通常は動力が遮断されており、クランクを前方に回すことで司令され動力が伝わる仕組みである。再び後方にクランクを回すと動力が遮断される。欠点としては司令されるまで空転する「スラック」という現象が発生する。そのため、漕ぎ出しで遅れが発生したり、思わぬ空転で怪我をする問題がある（フリーホイールにもスラックはあるが、ごくわずかなので問題はない。）。
変速機をもつ車種もあり、チェーンホイールとスプロケットの組合せを複数持ち、チェーンを掛け替える方式の外装変速機と、ハブ内部に歯車を持ち、スプロケットの回転速度を増速あるいは減速してホイールに伝達する内装変速機がある。外装変速機には複数のスプロケットをまとめてハブから分離することができる構造のものがあり、カセットスプロケットと呼ばれる。前後のディレイラによってチェーンの位置を左右に移動させ、チェーンと組み合わさるチェーンホイールやスプロケットを変える。

### ブレーキ

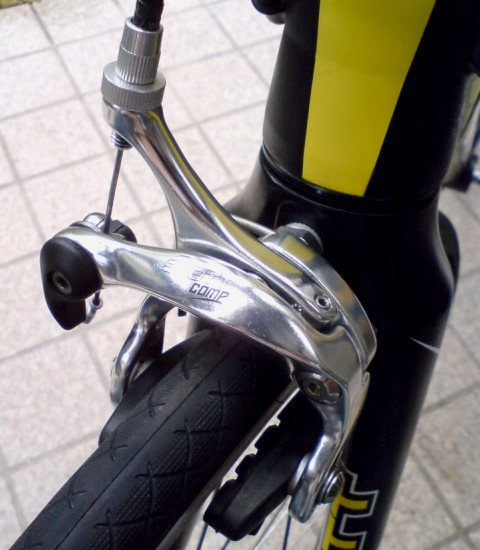
サイドプル・キャリパーブレーキ（デュアルピボットタイプ）

多くの場合はハンドルバーの端部に備えられたレバーで操作し、コントロールケーブルやリンク機構で操作が伝達される。クランクを逆転させることで作動するコースターブレーキと呼ばれるものも一部で採用されている。エラストマー製の摩擦材がリムを挟んで制動する構造や、ハブにと同軸に備えられた円筒を皮革など帯状の摩擦材を巻き付けて制動する構造のものが多く採用されている。
日本では公道を走行する自転車にはブレーキ装置を前後両輪に備えることが義務づけられている。

### 前照灯
日本では道路交通法第52条により夜間の点灯義務がある。夜間は必ず前照灯を点灯させなければならない。前方を照射するための部品でもあるが、周囲の歩行者や車両の運転者に、自転車の存在を認知させること（被視認性）が主たる目的である。
前照灯は、あらかじめ自転車に備わっているものも、後付けの製品もある。自転車販売店のほか、ホームセンターや百均などでも販売されている。
前輪のリムに接触させたダイナモの回転子が前輪の動きに合わせて回転し発電して発光するリムダイナモ式が古くから用いられている。前輪のハブにダイナモを取り付け、夜間走行中に自動的に点灯するハブダイナモ式も増えている。他に、乾電池や太陽電池と二次電池で発光する前照灯も販売されている。

### 反射材・尾灯・その他灯火類

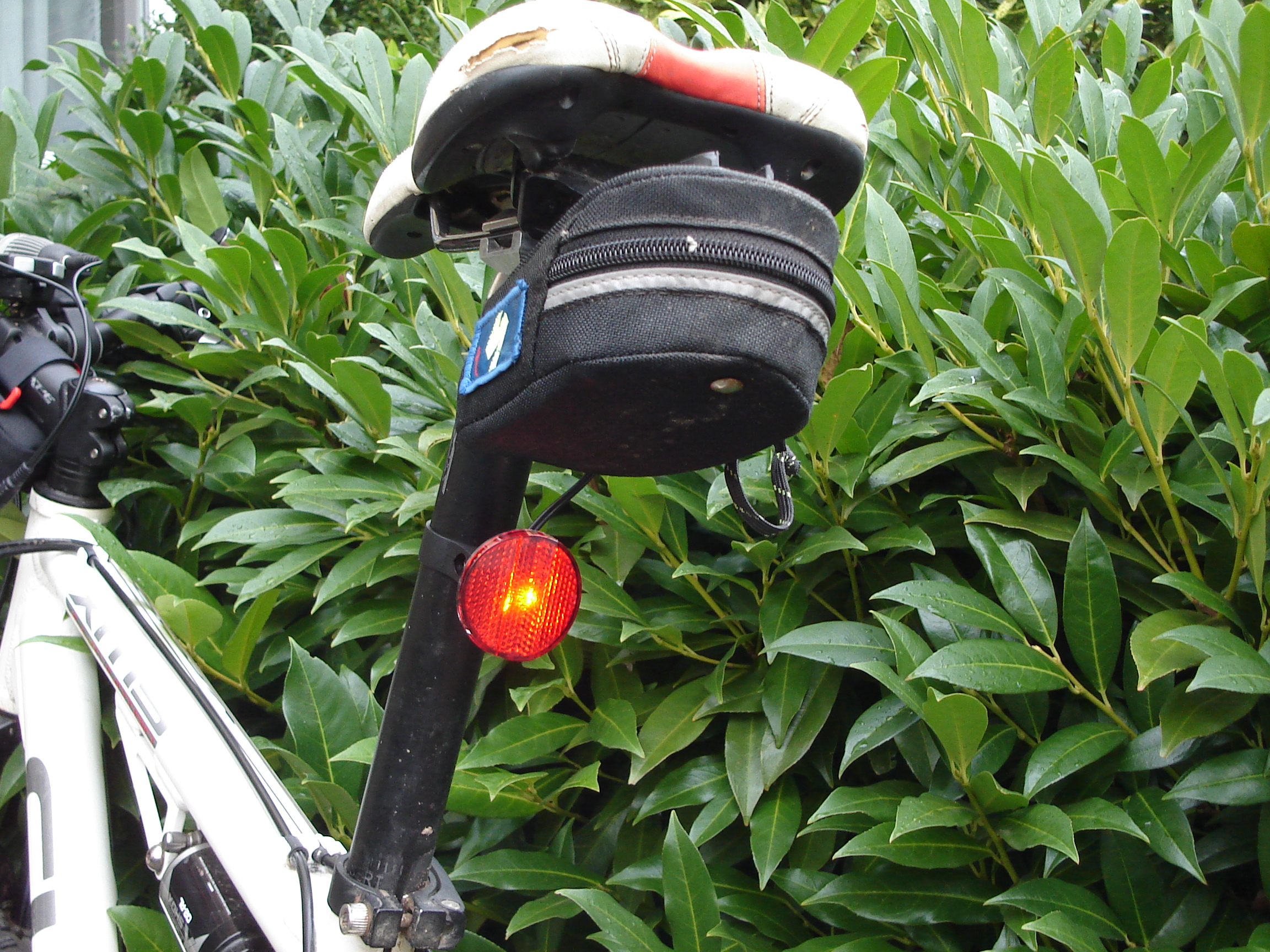
尾灯の例

後部に設置し自車の存在を知らせ、後部からの被視認性を向上させる。他の車両の前照灯の光を反射して赤く光る反射材と、赤い光を後方に照射する尾灯とがある。日本では道路交通法第52条および第63条の9により夜間に運転する場合は反射材か尾灯の少なくとも一方を装備する必要がある。

### 車体全体の発光
自転車の車輪や車体を電源や反射塗料、無機ELなどで発光させ、側面からの被視認性を向上させるもの。
反射塗料を塗装した自転車としては、アメリカ合衆国カリフォルニア州サンフランシスコのMission Bicycle Companyによる「Lumen」がある。これは、車体に再帰反射粒子を含有する物質を粉体塗装したもので、フレーム全体が光を反射する。Kickstarterで15,000ドルを目標に出資を募ったところ、60,000ドル以上を集めている。自動車メーカーのボルボは、自転車向けの光反射スプレー「LifePaint」を、2015年にイギリスで試験発売している。また、マルキン自転車（ホダカ）も「レアルタシティ ハイブリッド」を発売している。
無機EL発光体を使用した自転車としては、カインズが2015年11月に発売した「光る自転車KiLaCle（キラクル）」がある。これは、前輪で発生させた電気を利用し、自ら発光することにより視認性を向上させたモデルである。

### 警音器
自車の接近を音で伝えるための部品。指でレバーを操作し、ベルを鳴らすものが多い。
道路交通法第54条により、警音器を鳴らす義務がある場面がある。また、法令で規定されている場面以外では鳴らしてはならないとされている。
道路交通法に記述されているのは「鳴らす義務」であり、自転車に警音器を整備する義務は無い。ただし、多くの都道府県の道路交通法施行細則や条例で整備を義務化している。例えば、東京都では条例（東京都道路交通規則第8条第9項）により警音器が整備されていない自転車に乗車することを禁じている。

### その他の付属物
- 盗難防止としてU字ロック・チューブラーキーなどの鍵（自転車錠：en:Bicycle lock）
- スタンド (自転車)

### 定期点検すべき部品
- ブレーキパッド

- ワイヤー

- チェーン

- バーテープ

- リムテープ

- タイヤ

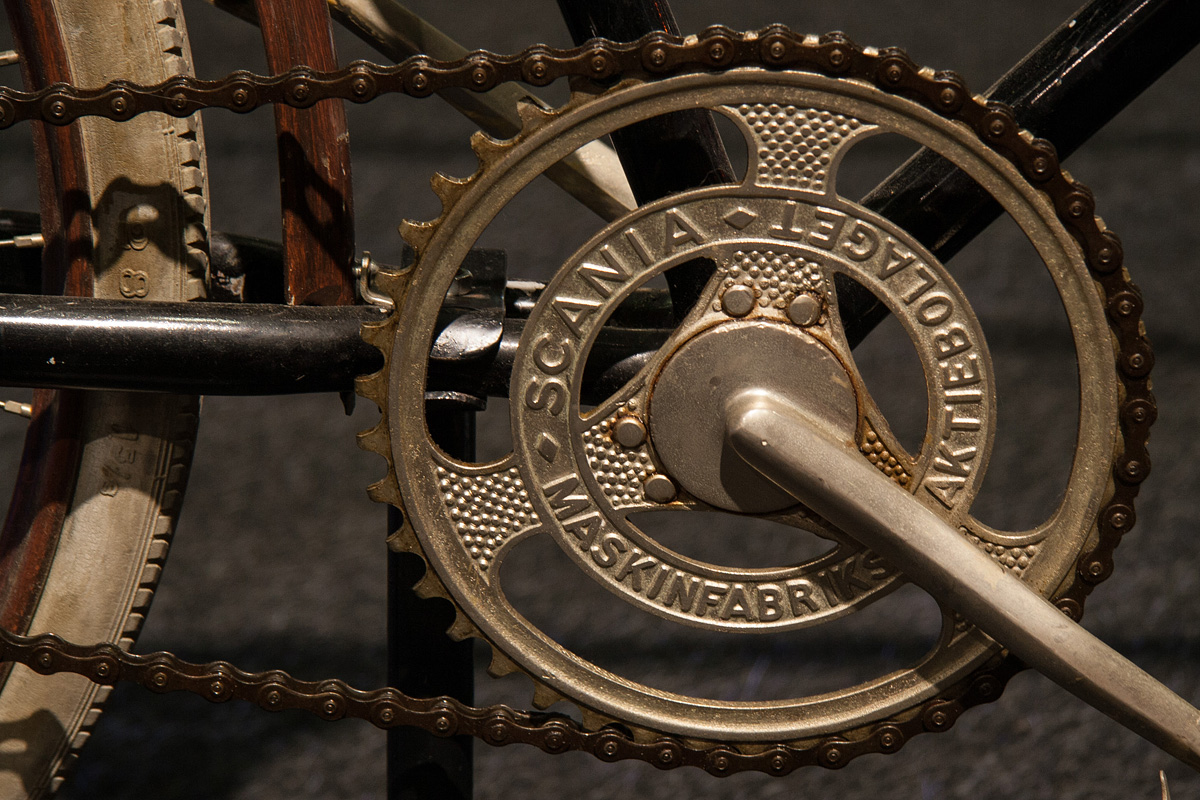
クランクとチェーンホイールの実物
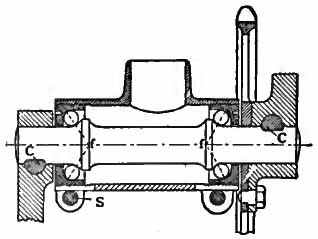
自転車のクランクの軸受の断面図。（『ブリタニカ百科事典』掲載の図）
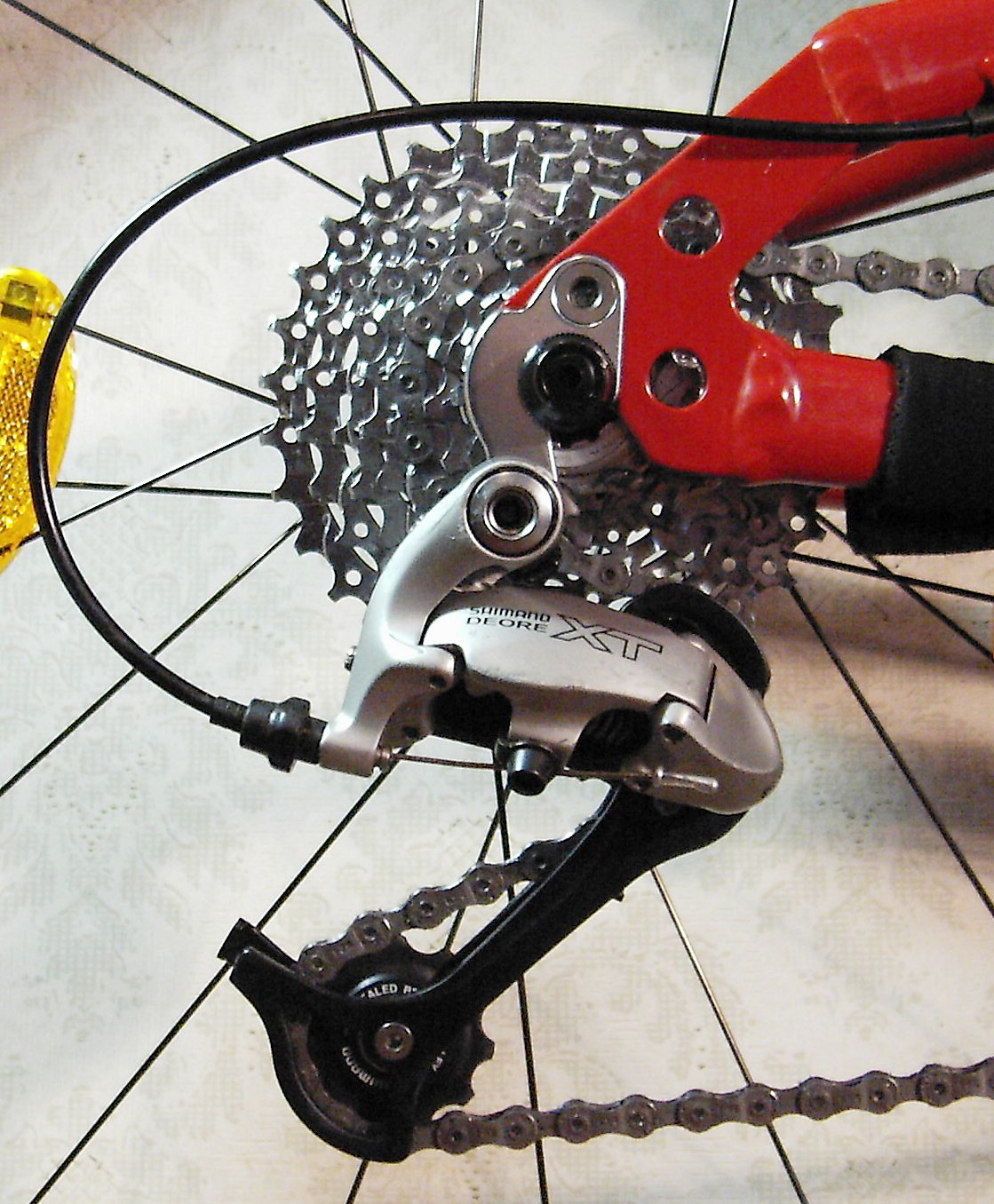
外装型変速機の外観 横型パンタグラフ式
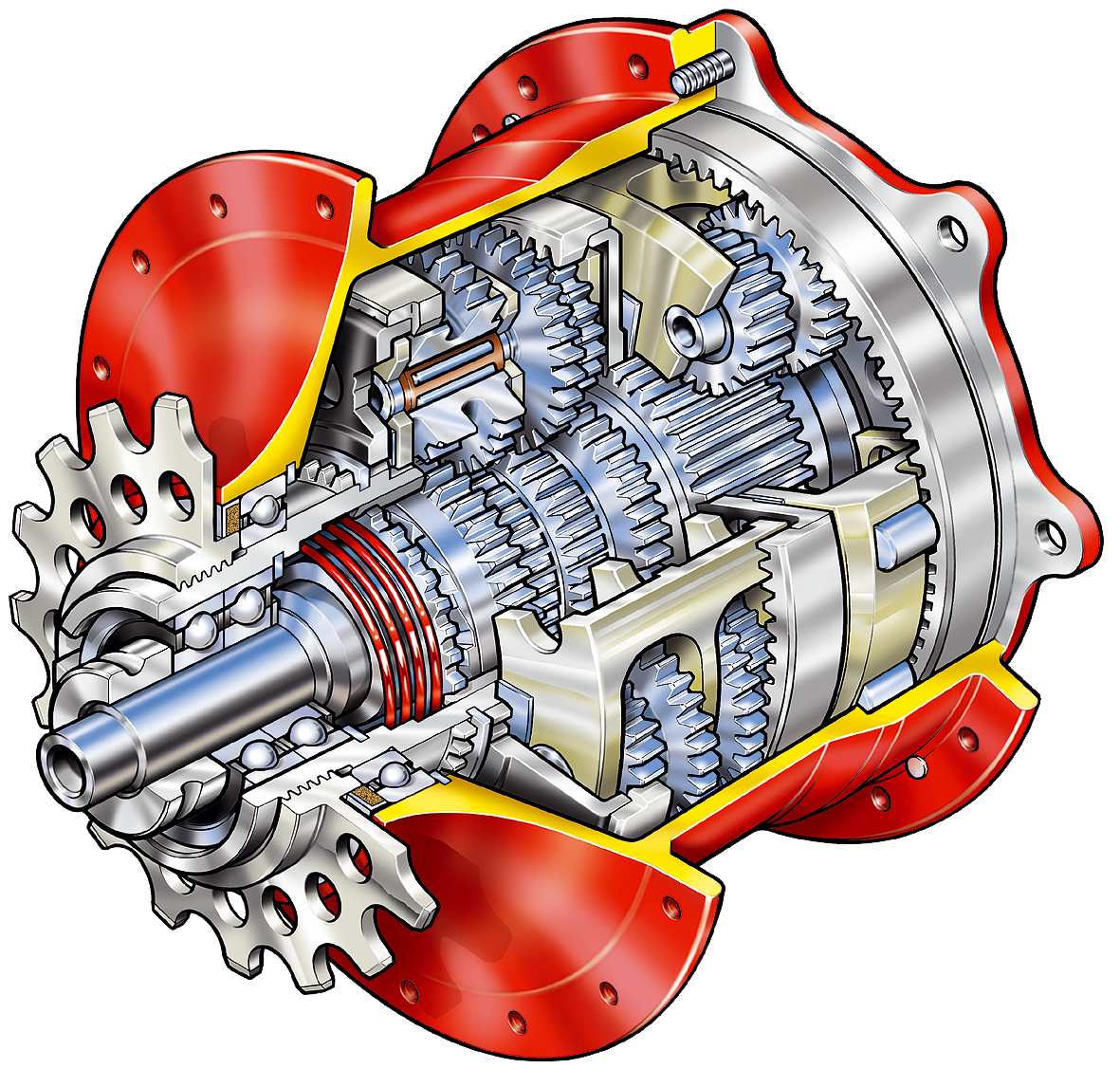
内装型14段変速機の内部構造
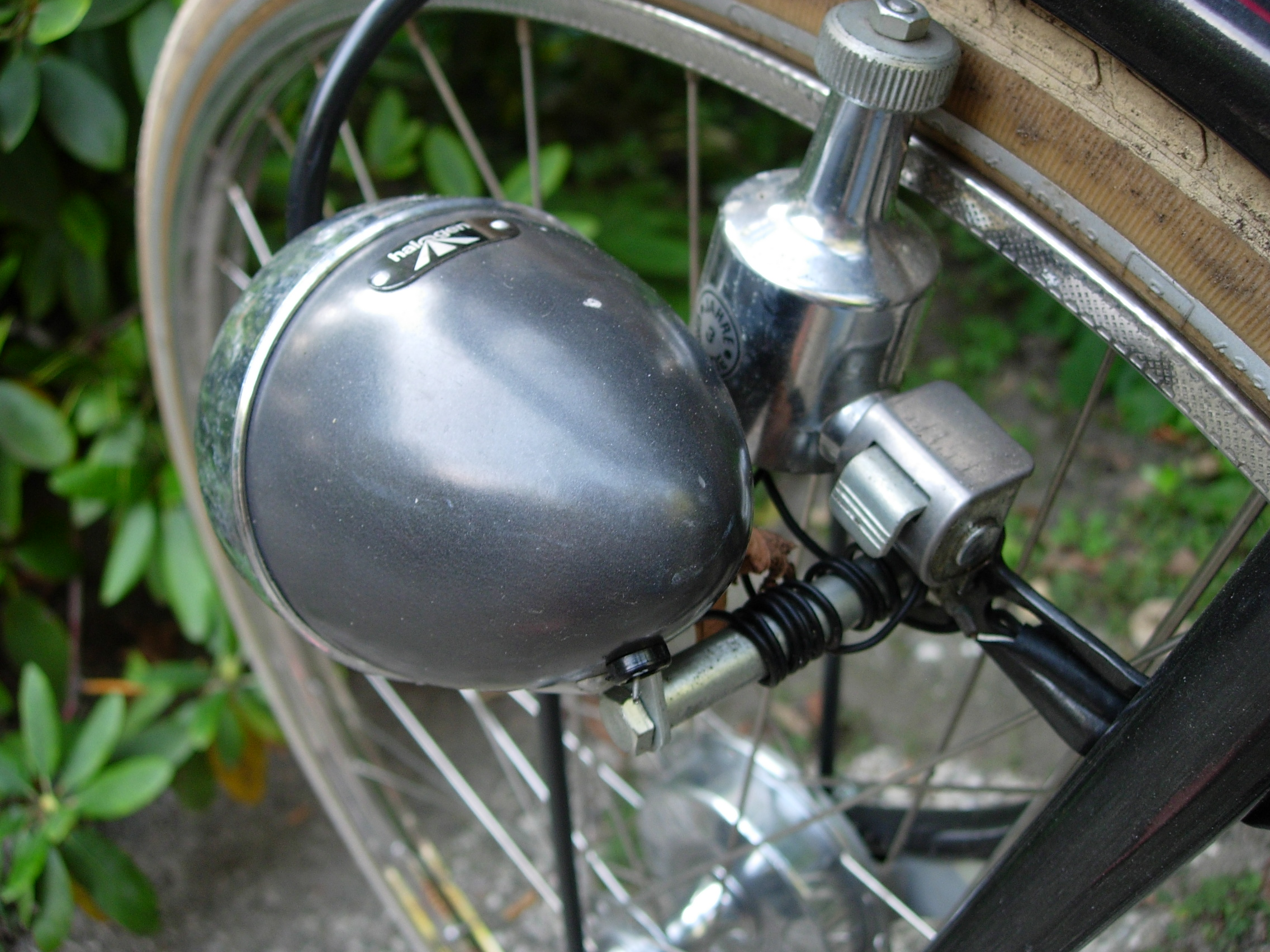
前照灯（リムダイナモ式）
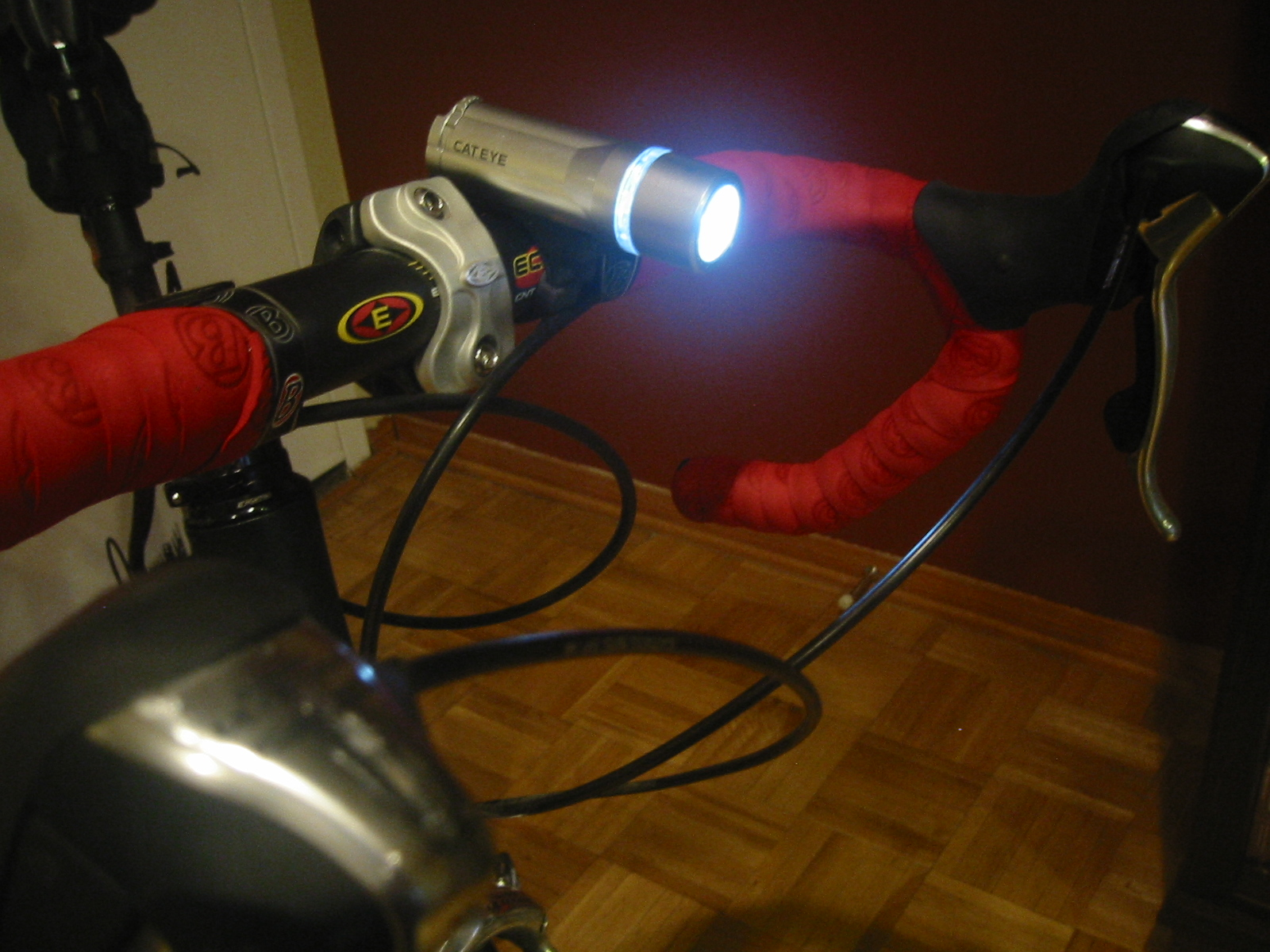
前照灯（電池式、LED式）

## 自転車の利用

### レクリエーション利用、旅利用、観光利用

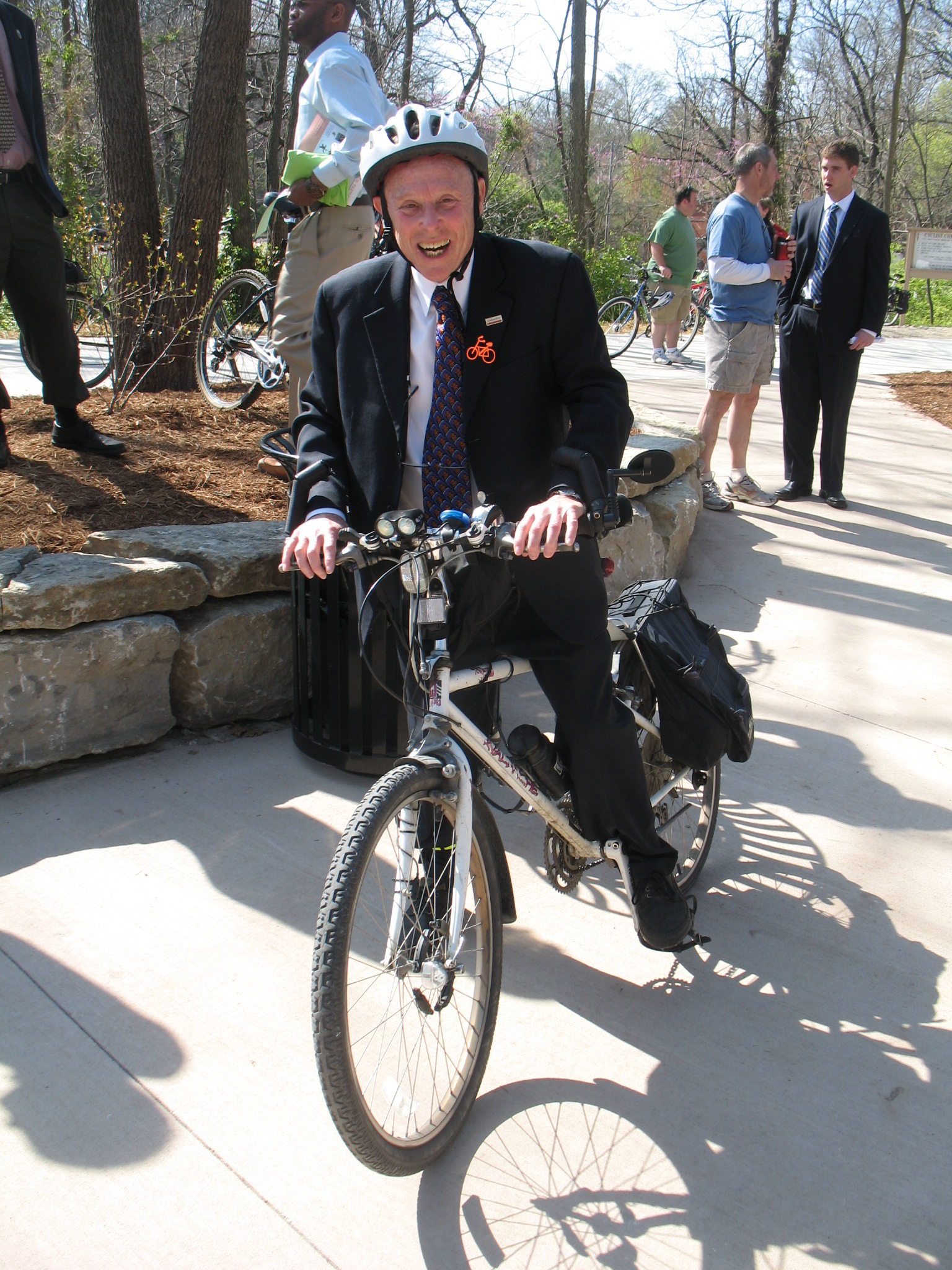
移動はたいてい自転車、という米国ミズーリ州コロンビア市長　Darwin Hindman

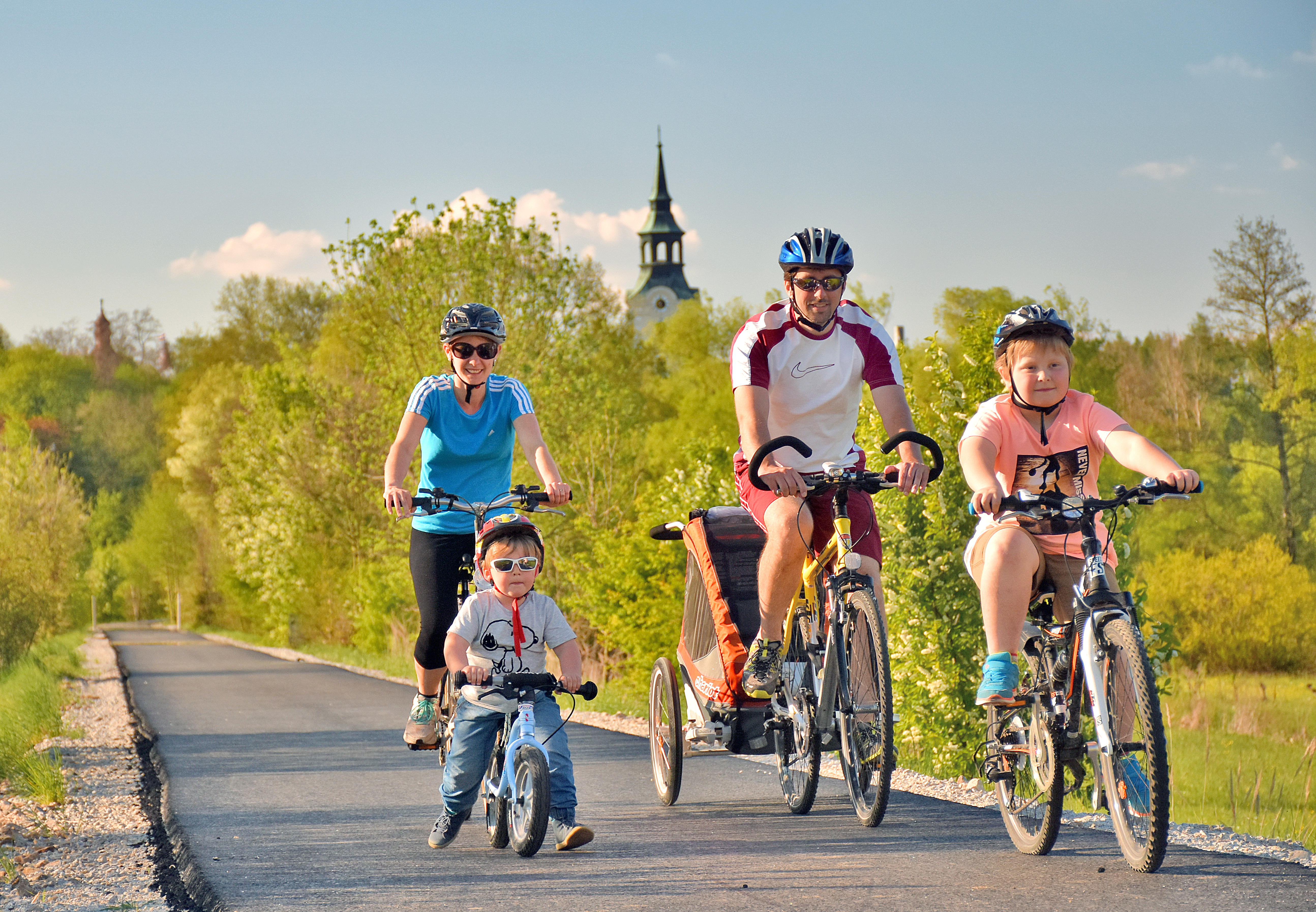
チェコの自転車道。チャイルドトレーラーも使い、家族でサイクリング

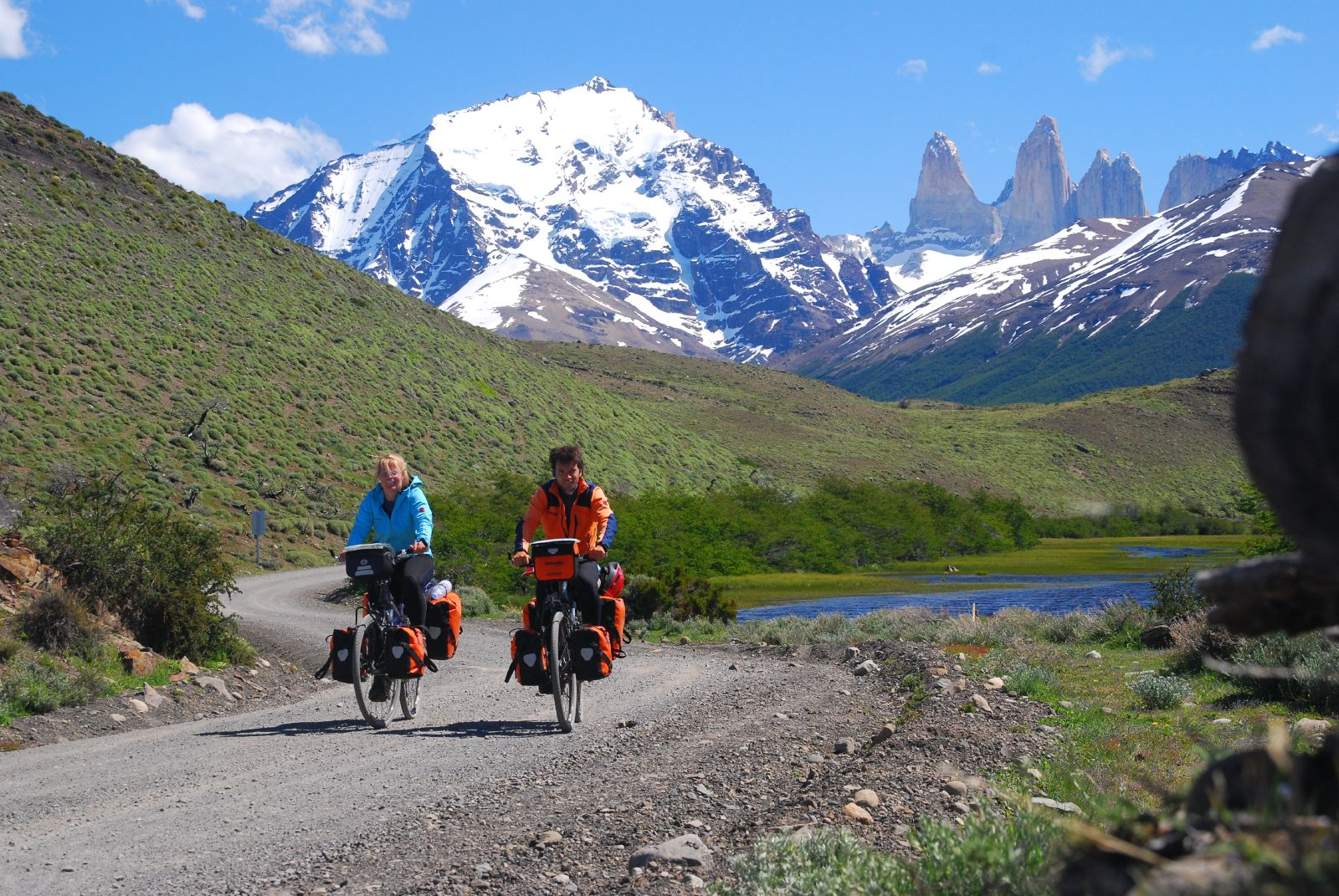
サイクル・ツーリング

レクリエーション利用

「ペニー・ファージング」という形であった時代から、今日にいたるまで自転車は楽しみやレクリエーションのために使われている。
「散歩」的な利用、旅利用、観光利用

自転車で、まるで「散歩」のように短い距離を気ままに移動するポタリングは、日常的に、また特に週末などに広く行われ、観光地においても人気がある。
自転車で、数十キロメートル、数百キロメートルといった都市間、さらに国から国へと移動する長距離の旅をすること（自転車旅行）も行われている。自力での移動だけではなく、サイクルトレインや輪行など、公共交通機関に自転車を持ち込んで長距離移動することも行われる。また、観光地には、レンタサイクルを用意している店もある。
これらのレンタルやシェアリングは、収益を目的に営む事業者ばかりではない。観光客誘致や地元商業振興のために、自家用車や公共交通機関で来た観光客に無料で自転車を貸す自治体や観光協会も日本には多い。

### 通勤・通学・送り迎えなど
通勤や通学のために広く使われている。大人が幼稚園児・保育園児を送り迎えするのにも使われている。

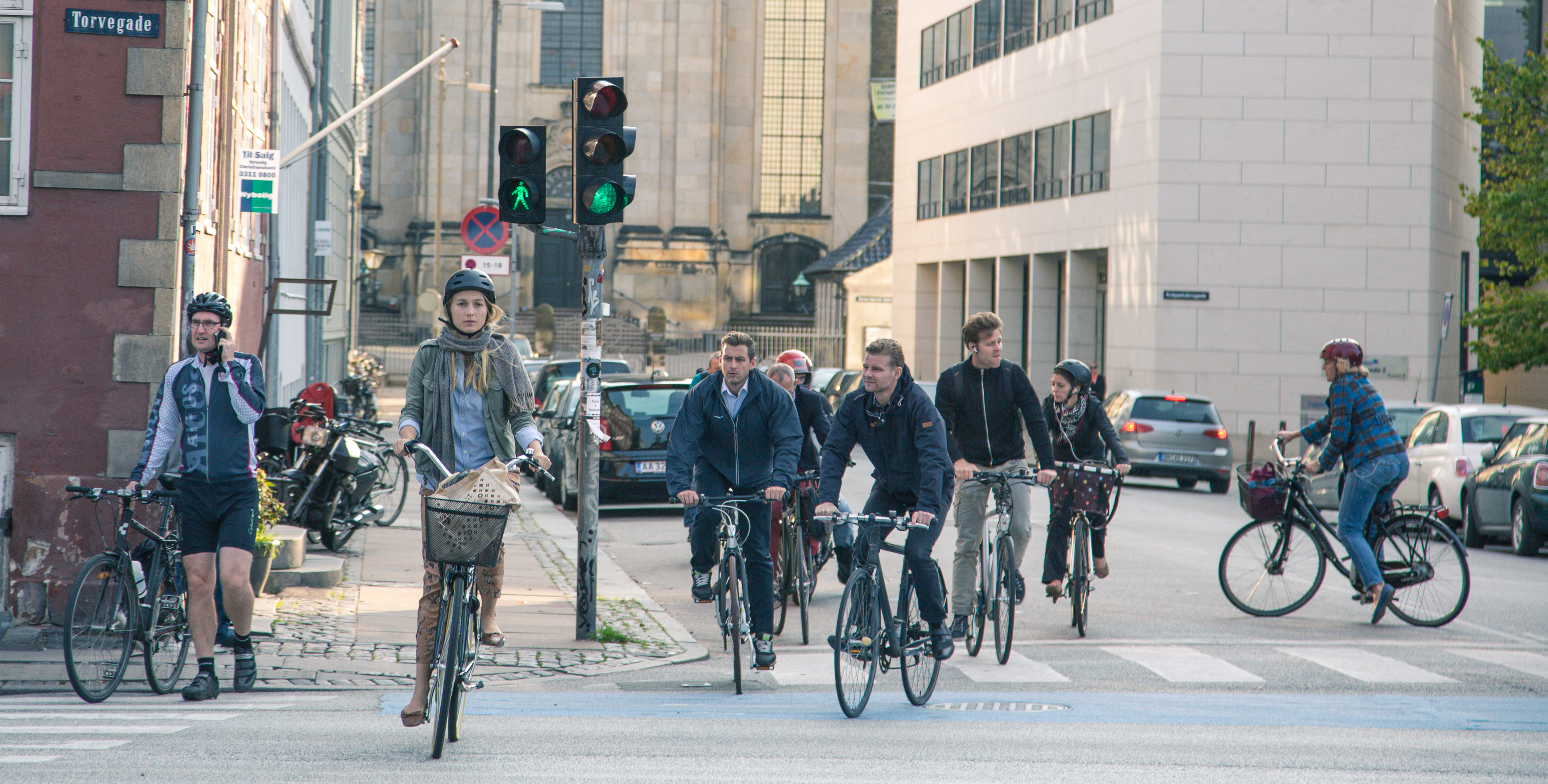
通勤利用（デンマーク、コペンハーゲン、2014年）
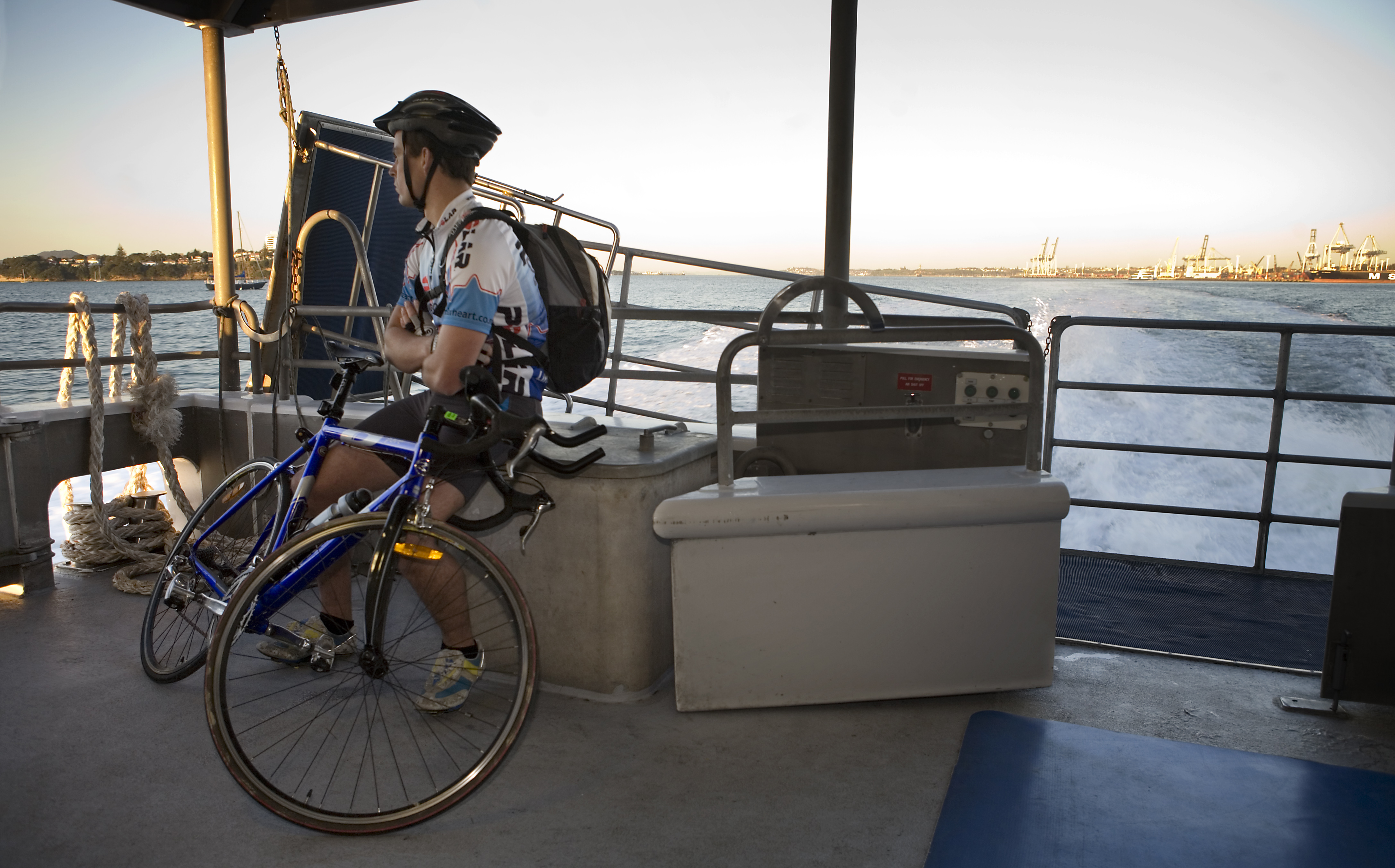
通勤（の途中でフェリーも利用中。イギリス）
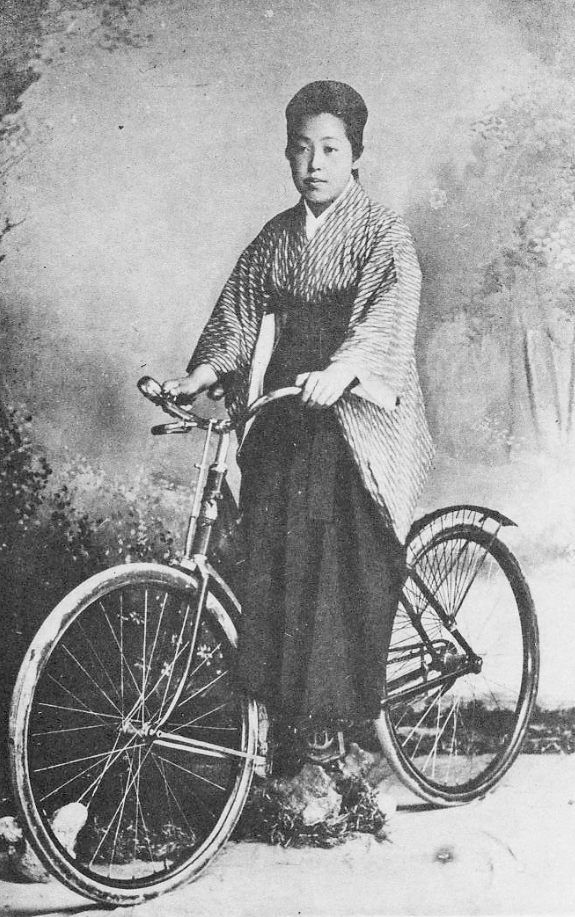
自転車通学する女学生。明治時代

### 街中にあふれる便利な移動手段としての利用 - レンタサイクル、シェア自転車
レンタサイクルは、最近では世界各国の都市部で、駅前やバスターミナルなどの交通拠点近くに配備されることが増えており、なかでも、都市部に同一規格の多数の「レンタル・ステーション」が用意されていて、都合のよいステーションで借り別のステーションで返却できるシステムはその利便性から、ヨーロッパなどで急速に普及しつつある。フランス・パリではこのタイプのシステムがすでに大規模に整備されている。
中国の都市部では、不特定多数の人々で膨大な数の自転車をシェアするシェア自転車のシステムが大人気となり急速に広まっている。システムの登録者は、スマホのアプリを使ってどこでも解錠と施錠ができ、利用したい時は空いている自転車の場所をスマホの画面で検索可能、というシステムである。

### 職務での利用

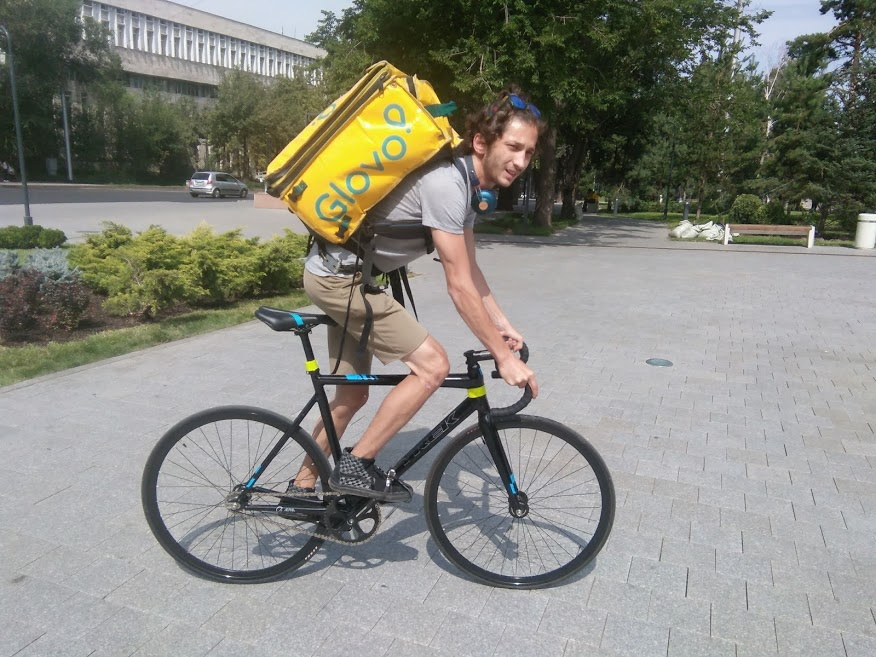
配達での利用

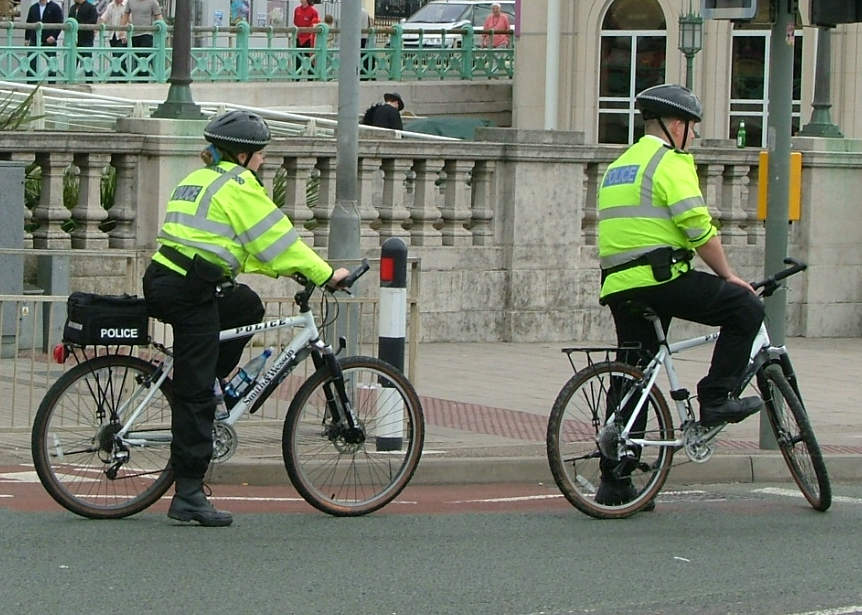
自転車でパトロールするイギリスの警察官

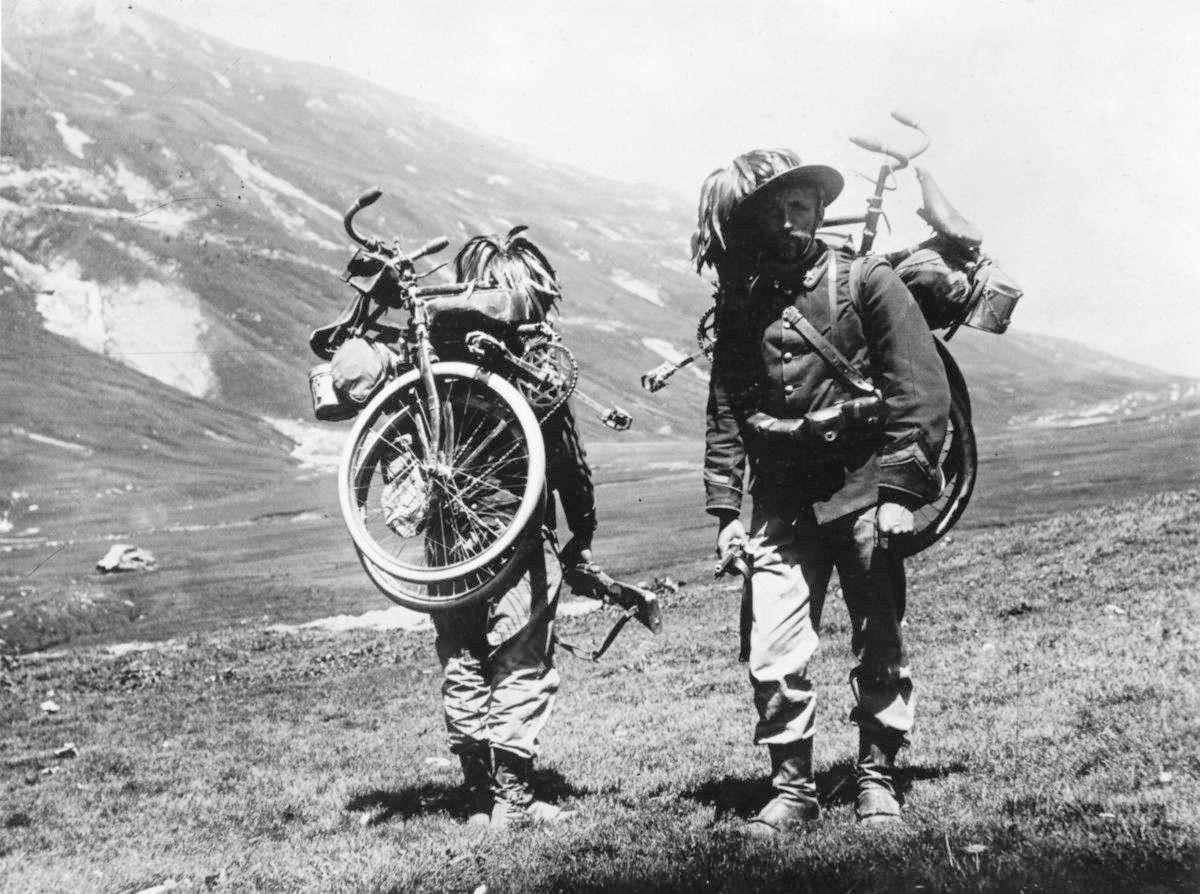
折り畳み自転車を背負った第一次大戦時のイタリア・ベルサリエーリ兵

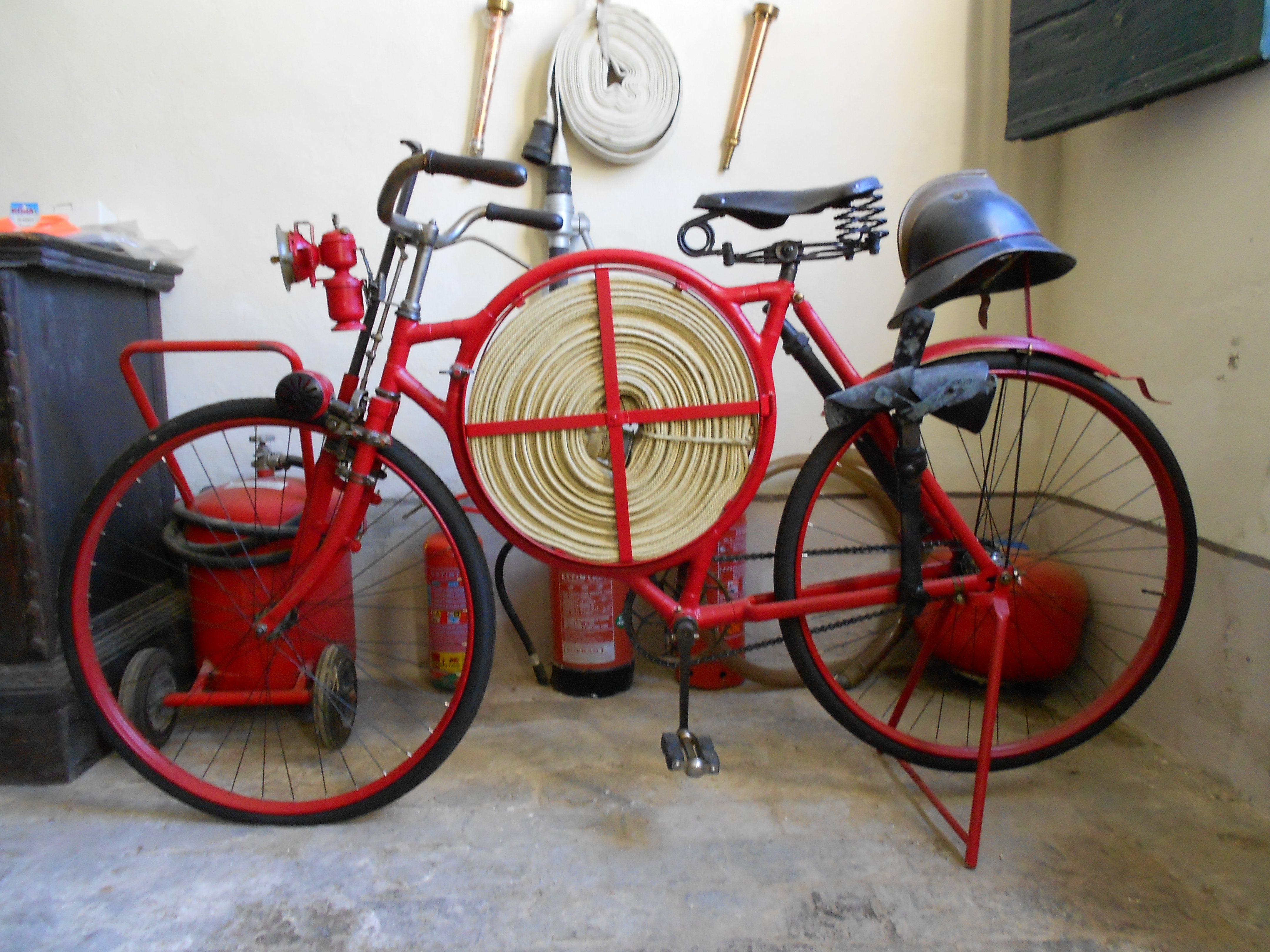
消防での利用例
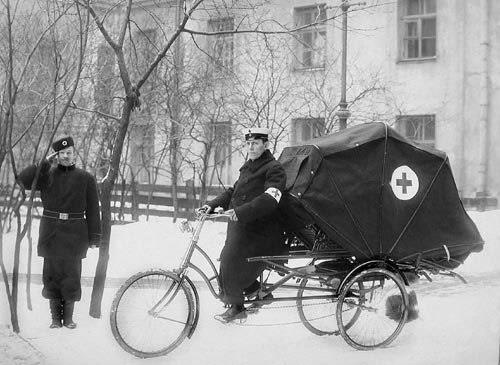
救急活動での利用（ロシア）

配達

英国では1880年に自転車による郵便配達が始められ、現在でも約3万7000人の配達員が自転車を利用している。自転車便など、都市部における輸送手段として利用されることもある。新聞配達や出前などといった職業上の利用もある。
パトロール

英国の警察は1896年から自転車によるパトロール（Police bicycle）を始めた。日本の警察はパトロールカーと白バイが主流であるが、交通渋滞の激しい都心部では自転車の機動性を考慮し、あえて自転車によるパトロールを行っている場合もある。国によっては交通渋滞の多い都市で自転車パトロールを復活させるところもある。アメリカではニューヨーク、ロサンゼルス、サンフランシスコの各市警に「バイシクルユニット」という専従のチームがあり、「POLICE」のマーキングを入れた警察専用のMTBも製造されている。
軍事利用

自転車に乗った兵は、純粋な歩兵に比べて移動速度に優れる。騎兵や自動車に比べれば遅いが、自転車自体のコストは車や馬よりも安くつき、さらに水や飼料、燃料を必要としない、静粛性に優れるという利点がある。さらに、兵への訓練もはるかに簡単である。このため、自転車は多くの軍で利用されることとなった。
自転車が戦争に利用されたのはボーア戦争が始まりで、英軍・ボーア軍ともに斥候に自転車を使った。第一次世界大戦ではドイツ軍、フランス軍が兵の移動に自転車を利用した。第二次世界大戦ではイギリス陸軍空挺部隊が輸送機内でかさばらない折り畳み自転車を使用していた。大日本帝国陸軍は日中戦争で5万人の自転車歩兵を動員。続く太平洋戦争緒戦のマレー半島攻略作戦など南方作戦での活躍から「銀輪部隊」と呼ばれるようになった。スイス陸軍では1891年から2001年にわたって自転車部隊を存続させた。
しかし、自転車は徒歩に比べれば楽ではあるが、移動に兵士の体力を消耗することに代わりはない。また、自転車に乗った状態はバランスが不安定で、側面が完全に露出しているため、攻撃に非常に弱いという欠点があった。そのため、自動車の普及が進み、大量の燃料も供給できるようになった現在では、自転車を戦闘部隊に配備する軍は限られるようになっている。
現在では北朝鮮当局が自転車部隊の存在を明らかにしており韓国陸軍も38度線の休戦ラインの監視部隊が徒歩より機動性があり、エンジン音がしないため接近に気づかれにくいMTBをパトロールに使用している。日本では航空自衛隊航空救難団が救難活動現場で使用するために民生用折り畳み自転車を保有している。
- 消防での利用例
- 救急活動での利用（ロシア）

### スポーツ利用および競技利用

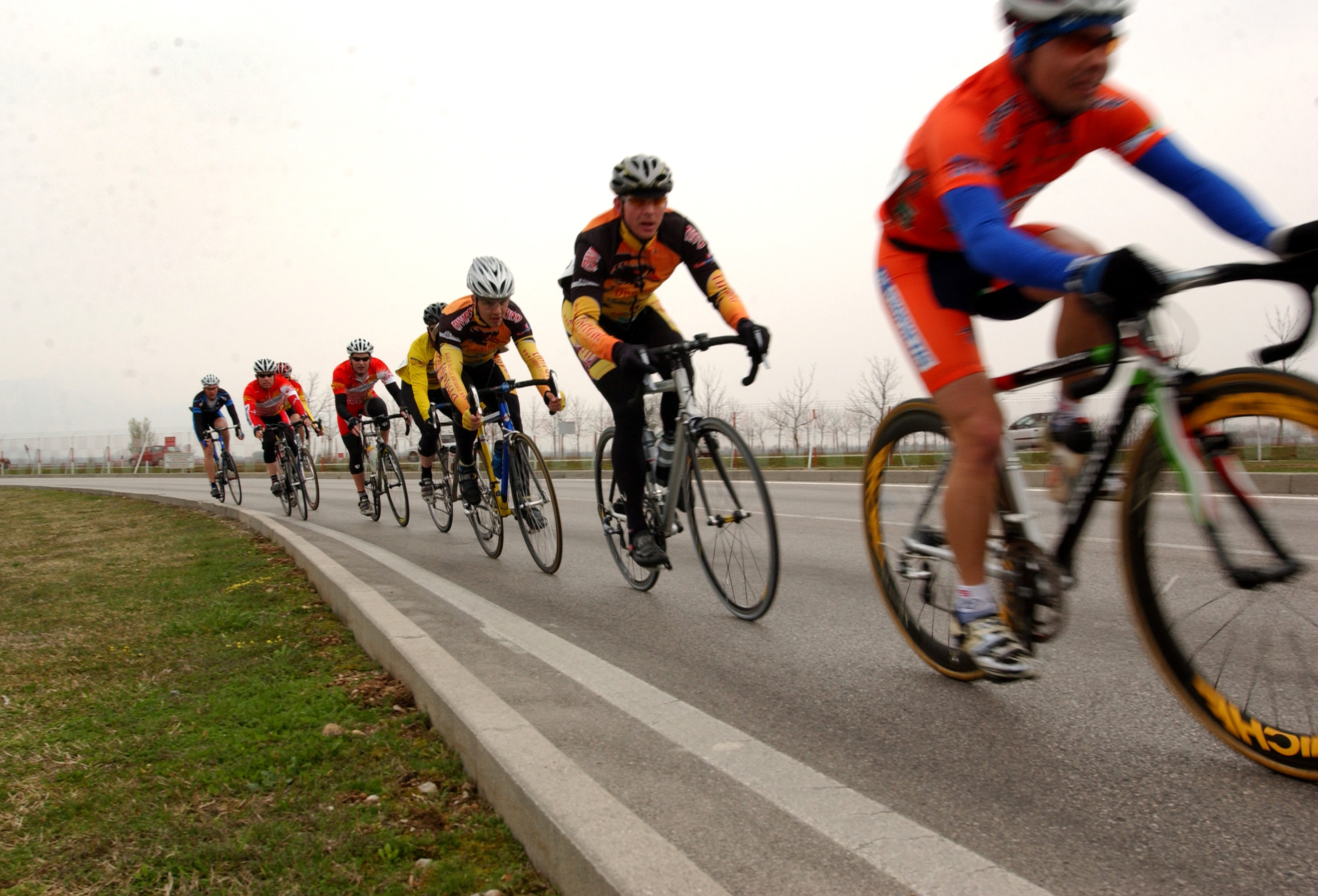
自転車競技

スポーツ一般
一般人が公道を時間を競わず制限時間内に完走することを目指すブルベ、センチュリーライドなどのサイクリングイベントも、数多く開催されている。
競技利用

自転車を用いた競技は1896年の第一回アテネオリンピックからオリンピック競技として採用されており、第一回から全く中断なく行われている数少ないオリンピック競技のひとつである。
今や自転車を用いた競技は世界中で広く行われており、公道上で速力を競うロードレース、自転車競技場や競輪場で速力を競うトラックレース（競輪もここに含まれる）、オフロードで行われるシクロクロスなど、さまざまな競技がある。ロードレースのなかにはツール・ド・フランスなどのように非常に大規模に行われ、一大イベントとなっているものもある。

### 世界各国の状況

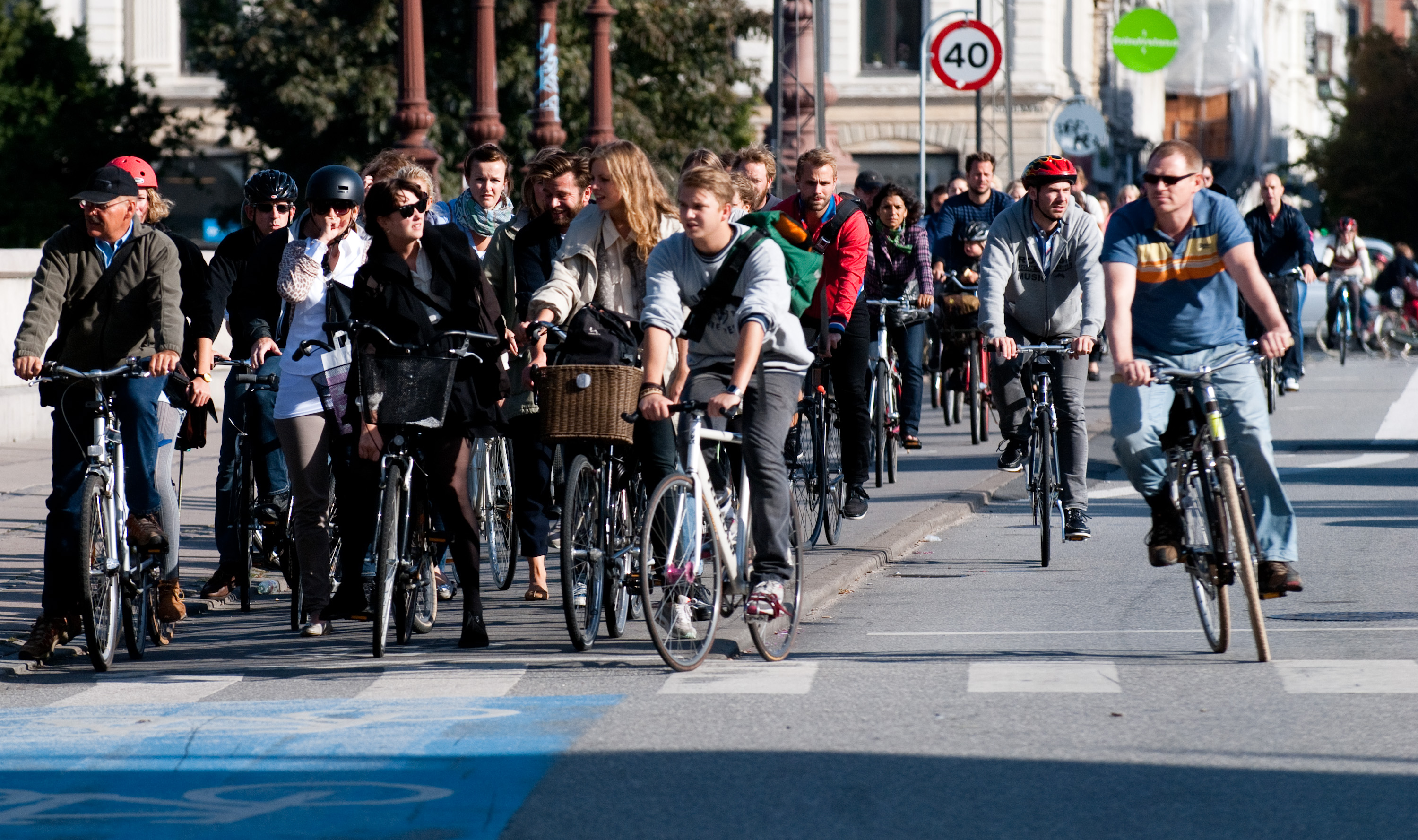
コペンハーゲンで自転車に乗る人々。赤信号で信号待ちをしているところ。

ヨーロッパ諸国では自転車の利用が非常に盛んな国が多い。欧州諸国では、1990年代以降自転車が環境や健康にもたらす効果を重視し、自転車を都市交通の重要な担い手と位置づけている。
オランダ、デンマーク、スウェーデン、ドイツなど多くの国で自転車交通教育の推進によって自転車交通が促進されている。通行規則は自動車やバスなど同じ道路を走る他の車両と一体として整備され、全ての車両の運転者に等しく、車道での安全走行が規則として徹底される。自転車または二輪車のための専用レーン整備が進められる一方で、専用レーンがない場合でも、自転車は車道を走行する車両とみなされ交通規則が適用されている。
オランダやデンマークでは通勤利用者に対する購入時の金銭的補助がある。スイスでは山岳地帯であるにもかかわらず、自転車観光ルートを充実させ、ルートガイドを徹底することにより、自転車による観光が推進されている。ドイツ、オランダ、サンフランシスコなど、鉄道車両などの公共交通機関に折りたたむことなく、そのままの状態で自転車を持ち込むことができる場所も多い。これにより自転車で最終目的地に到達できる可能性が増す。
近年、共有自転車（コミュニティサイクル、バイシクルシェアリング）を都市内で大規模に導入する動きもみられ、ヴェリブ (フランス・パリの自転車貸出システム)はその中でも代表例である。
南アメリカのコロンビアの首都ボゴタは、市長提唱による自転車交通推進によって短期間に欧州的な自転車都市となった。長年毎週日曜日には中心の7番街でシクロ・ビア（自転車天国）と呼ばれる自転車中心に歩行者やローラースケーターたちへの道路の開放が行われてきたが、1990年代後半以降は地域を拡大し、さらに大規模に行われるようになった。
インドでも自転車は多く利用されている。インドは自転車生産でも世界有数の国となっている。
北米（アメリカ合衆国・カナダ）は典型的な車社会で、4輪の自動車ばかりが前面に出がちだが、ニューヨーク市、サンフランシスコなどの都市では、渋滞の影響をさほど受けずにスムースに移動できる手段として重宝されている。都市内部のビルの上層階の住宅に住み都市内部の別のビルの職場へと通勤する者や、自転車便などによってさかんに利用されている。歩行者や自転車運転者を護るために、自転車レーンが設けられている道路が多い。また米国全土で、スポーツやレジャーなどのための自転車利用が行われている。

### 日本の状況
日本は国土の多くが自転車利用に不向きな山岳にもかかわらず、自転車普及率は世界的に見ても高い。保有台数は8655万台で、人口1.5人当たり1台にのぼる（2005年）。これは西欧で特に自転車利用が多いオランダ（人口0.9人当たり1台）、ドイツ（同1.2人）、に次いでベルギー（同1.9人）と同等の水準であり、アメリカ、中国、イギリス、フランス、イタリアといった国々を上回る。
自転車は標識で通行を認められた歩道を除き、車道の左側を走ると定められており、車道の右側および認められていない歩道を走行すると「逆走」ということになり道路交通法違反である。2016年12月には自転車活用推進法が制定され、これに伴いさまざまな施策が立案されている。
都市部では公共交通機関が発達している一方、自動車優先の交通政策が敷かれ、自転車が交通手段として明確に位置づけられていなかった。

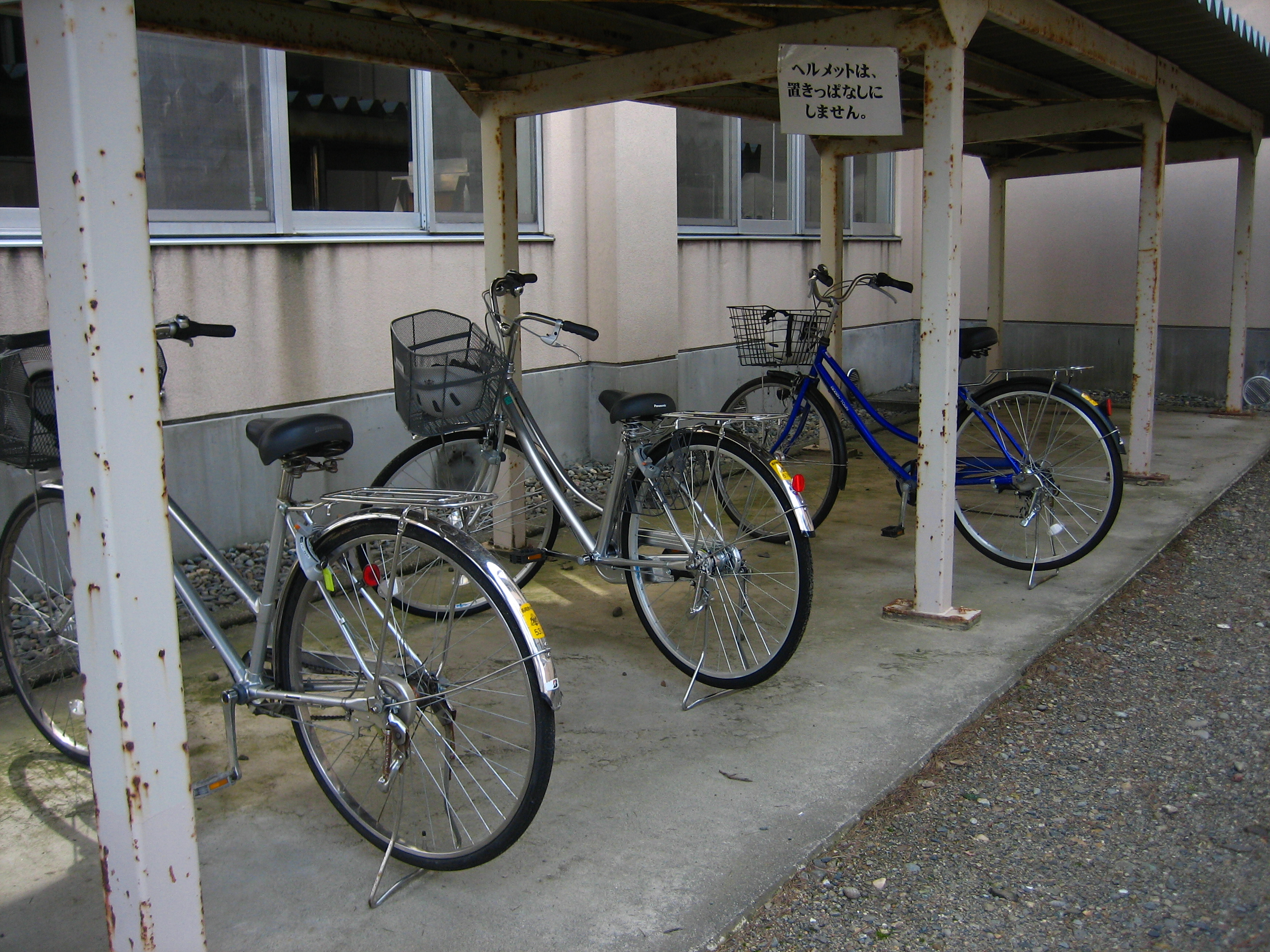
中学校の学区外から自転車通学する生徒のための自転車置き場。
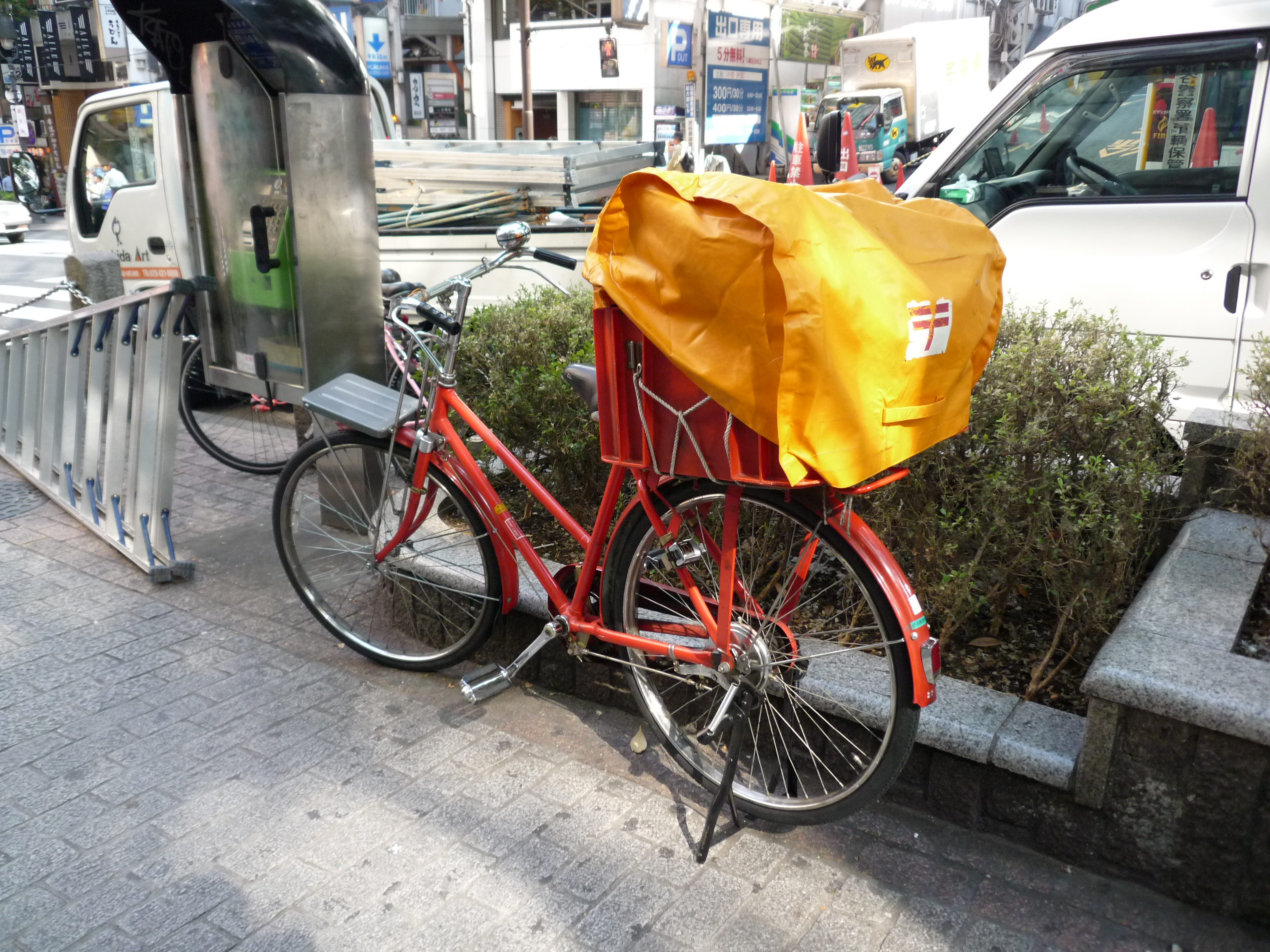
郵便配達での利用

## 性能

### エネルギー効率
自転車による移動は生物と機械の両方の中で、その移動に要するエネルギーの量に関して突出して効率的であり、人間がある距離をある速度で移動するのに必要なエネルギーの量で比べると自転車は徒歩の5分の1に過ぎないという定説がある。1950年代の中期に、現在の「財団法人自転車産業振興協会自転車技術研究所」の前身にあたる「自転車生産技術開放研究室」がまとめた研究により、この数値はおおむね正しいことが確認された。この際には、被験者の呼気に含まれる二酸化炭素の量から消費カロリーを推算する手法が用いられた。
こうした数値を基に、一般的な自転車で1kgの物体（車体を含む）を1km移動させるのに必要なカロリーは、おおよそ自動車の6分の1、ジャンボジェット機の4分の1程度しか必要ないとの試算もある。

### Hour record - 1時間の走行距離の記録

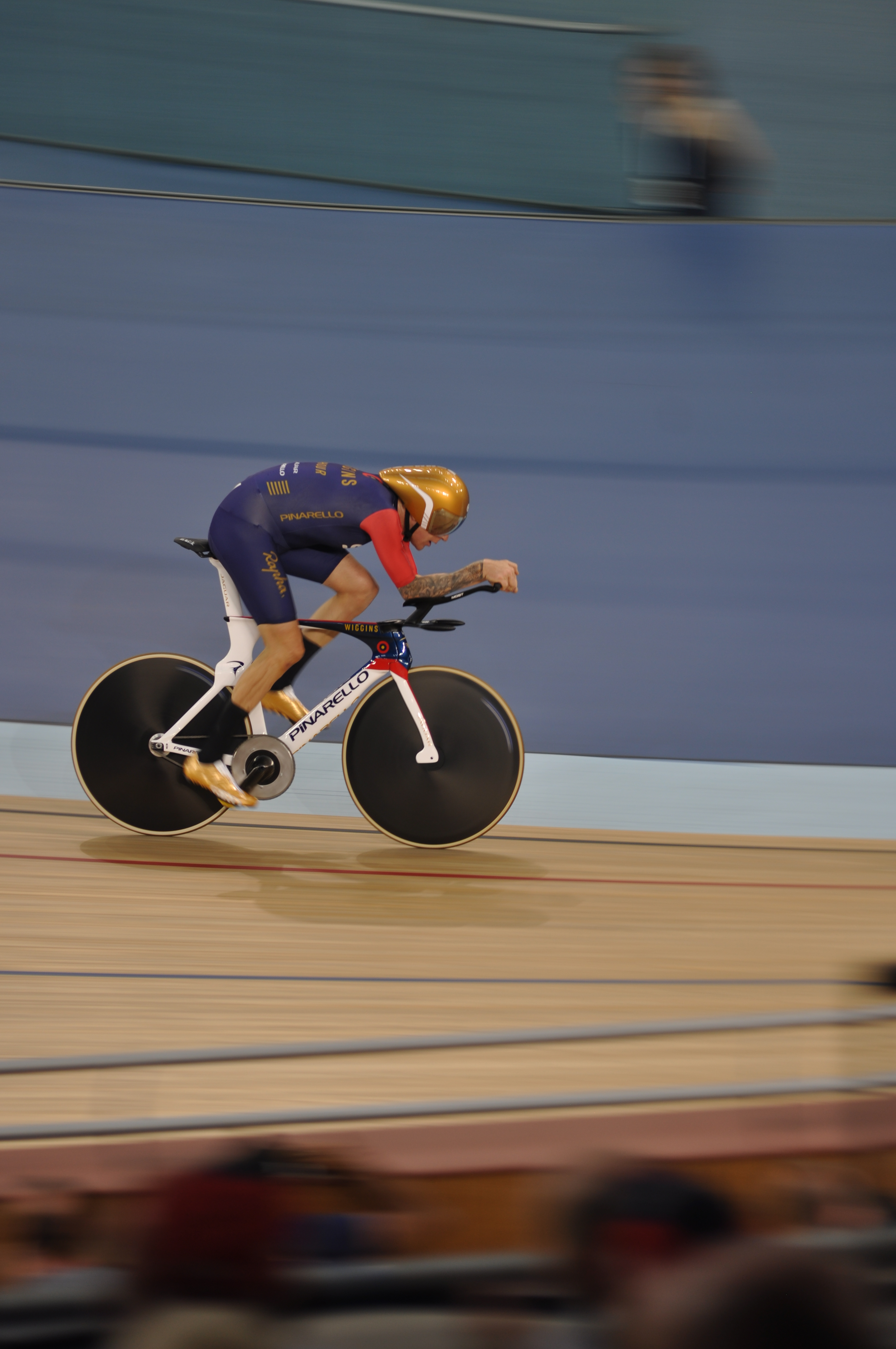
Hour recordで2015～2019年の記録を持つブラッドリー・ウィギンスの自転車・ヘルメット・乗車姿勢

自転車で1時間でどれだけの距離が走れるかについて競い記録を残すHour recordというものがある。

Hour recordの推移
男子のHour recordの推移
女子のHour recordの推移

### 瞬間速度の記録

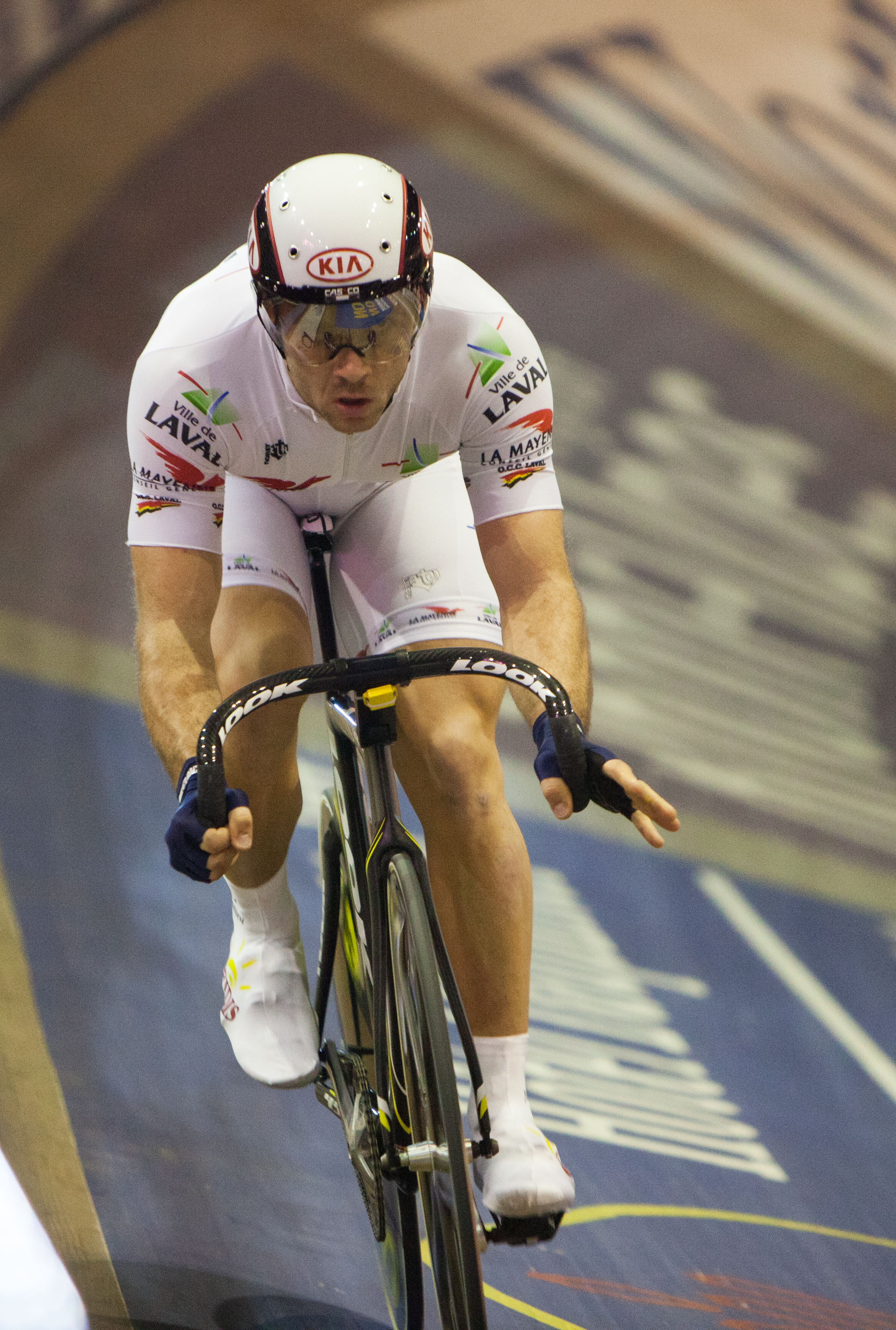
フランソワ・ペルヴィ

瞬間的な速度の記録に関しては、平地単独走行で全風圧を受けての最高速度の記録は、2013年12月6日、メキシコのアグアスカリエンテス・二百周年自転車競技場（Velódromo Bicentenario）でフランス人フランソワ・ペルヴィがUCIトラック自転車競技ワールドカップ・メキシコ大会のスプリント予選（200 mフライングタイムトライアル）で出した世界記録9秒347は速度換算では77.03 km/hとなる。これがユネスコ所管の唯一公式にしてサイクリストが全風圧を受ける通常形態の安全型自転車による最速記録といえる。
機材の形態にとらわれない記録挑戦では、2015年9月19日、米国ネヴァダ州バトルマウンテン（Battle Mountain）郊外の一時的に閉鎖した公道でカナダ人トッド・ライカート（Todd Reichert）がタイヤ接地面のみわずかに開口したストリームラインボディのリカンベント Eta　で達成した139.45 km/hがヒト一人のみの出力による最高速度記録であった。Etaは極めて低い位置に仰向いて座り前輪を両脚で挟むように前端のクランクを回すため、後輪駆動は構造上ほぼ不可能で前輪駆動を採用している。また前を見通す視界はなくカメラ映像に依存する。2016年9月19日、同地、同プロジェクトによって記録は144.17 km/hに更新された。

## 自転車製造業
世界各国に自転車メーカーが存在し、多くの自転車が製造されている。
2009年には全世界で一年に1億3000万台の自転車が販売され、そのうちの66％が中華人民共和国で製造された。ただし世界最大の自転車メーカーは台湾に本社があるジャイアント・マニュファクチャリング（GIANT）であり、2014年の統計によると この一社だけで世界の自転車製造の10%を占めており、およそ600万台を製造した（同社は台湾、オランダ、中華人民共和国、ハンガリーに製造所を所有している）。その他ジャイアントに次ぐ世界大手の名を挙げるとメリダ・インダストリー、ドレル en:Dorel Industries（カナダに本社があり、キャノンデールブランドを抱える）、アクセルグループ（en:Accell。オランダの自転車メーカー）を挙げることができる。自転車の部品にも焦点をあてると、シマノが最大手である。
2011年には、世界の自転車市場の規模は610億ドルにのぼった。
欧州諸国の中ではポルトガルが最大の製造国で、2020年の統計で およそ260万台を製造した。
自転車メーカーの一覧は別記事「自転車メーカー一覧」が参照可能である。
日本国内で販売される自転車についての統計資料は（日本の）自転車産業振興協会が集計しており、その資料によると、日本で販売された自転車は2021年の1年間でおよそ689万台で、そのほとんどは輸入されている。
自転車製造と自転車製造業者の歴史
自転車の製造は、自転車のフレーム自体やボールベアリング、ワッシャー、スプロケットなどの特別な部品の両方に高度な技術を必要とするため、金属加工技術の進歩を促し、他の高度な産業にも影響を与えた。これらの製造を通じて熟練した金属加工技術を身に付けた労働者は、初期の自動車や飛行機の開発に大きな役割を果たした。また、自転車製造業は機械化や大量生産（のちにフォード・モーターやゼネラルモーターズも採用した）、垂直統合（のちにフォードも採用した）、積極的な広告（1898年の米国の雑誌のすべての広告のうち10％は自転車メーカーが占めていた）、道路改善のためのロビイングなどいくつもの産業モデルを開発し、他の産業に伝授する役割を果たした。また、自転車産業は年間のモデルチェンジを初めて採用、この方式はゼネラル・モーターズにも受け継がれ、大成功をおさめた。
初期の自転車は、ファッショナブルなエリートによって財力を誇示するために消費されるもののひとつであった。そのため、自転車それ自体よりもそれにつけるためのカスタムパーツのの消費が多くなることがあった。
自転車の普及によって自転車メッセンジャー、自転車教室などの新たな職業が生まれ、また自転車レースも開催されるようになった。自転車レースの形態はのちにオートバイレースや自動車レースへとつながっていった。
初期の自動車や飛行機の開発者には自転車によって機械製造の基礎を身に付けたものが多く、飛行機を発明したライト兄弟もオハイオ州デイトンの自転車屋であった。いくつかの自動車メーカーは自転車メーカーから成長してきたものである。イギリスのローバーは1878年にStarley & Sutton Co. of Coventryとして創業したときは自転車メーカーであり、1901年に自動車の製造を開始した。同じくイギリスのモーリスも1910年の創業時は自転車メーカーであり、1913年に自動車メーカーとなった。チェコのシュコダもオーストリア＝ハンガリー帝国時代の1895年にラウリン&クレメント社として創業したときは自転車メーカーで、自動車業進出は1901年のことであった。また、日本の本田技研工業は自転車メーカーではなかったが、自転車に搭載するモペッド用の補助エンジン制作からスタートして世界有数の自動車メーカーとなった。

## 関連法規
自転車の税金
明治13年10月の車税の改正で、自転車も課税対象となった。車税は道路橋梁の修繕費目的で明治4年5月に東京都で導入されたもので、馬車・人力車・牛車・大八車に課税されていた。その後国税となった。二輪の人力車と同額の1円50銭、明治40年頃の東京などでは3円を毎年納税することが求められた。昭和15年に自転車税は国税から市町村税となった。昭和25年に地方税法が制定された。自転車税は、標準税率が設定され、1台年200円と定められた。各自治体で税率が納付すると、自転車鑑札をつける決まりとなっており、運転中に無ければ違反金などが取られた。また、自転車から離れる際に防犯外す仕組みの物もあった。
競輪用
- 自転車競技法

防犯
- 自転車の防犯登録を行う者の指定に関する規則[70]